# Louis XIII
Louis XIII, dit « le Juste », fils d'Henri IV et de Marie de Médicis, né le 27 septembre 1601 au château de Fontainebleau et mort le 14 mai 1643 au château Neuf de Saint-Germain-en-Laye, est roi de France et de Navarre de 1610 à 1643.
Son règne, dominé par la personnalité du cardinal de Richelieu, principal ministre d'État, est marqué par l'affaiblissement des grands et des protestants, la lutte contre la maison d'Autriche et l'affirmation de la domination militaire française en Europe pendant la guerre de Trente Ans. De son mariage avec l'infante Anne d'Autriche, il a tardivement deux fils : le futur Louis XIV, et Philippe, duc d'Anjou fondateur de la maison Orléans. La naissance tardive de son premier fils est considérée par le couple comme « un don du Ciel », et amène le roi à signer le vœu de Louis XIII (consacrant le royaume de France à la Vierge Marie), avant même la naissance de l'enfant.

## Dauphin de France

### Naissance et famille

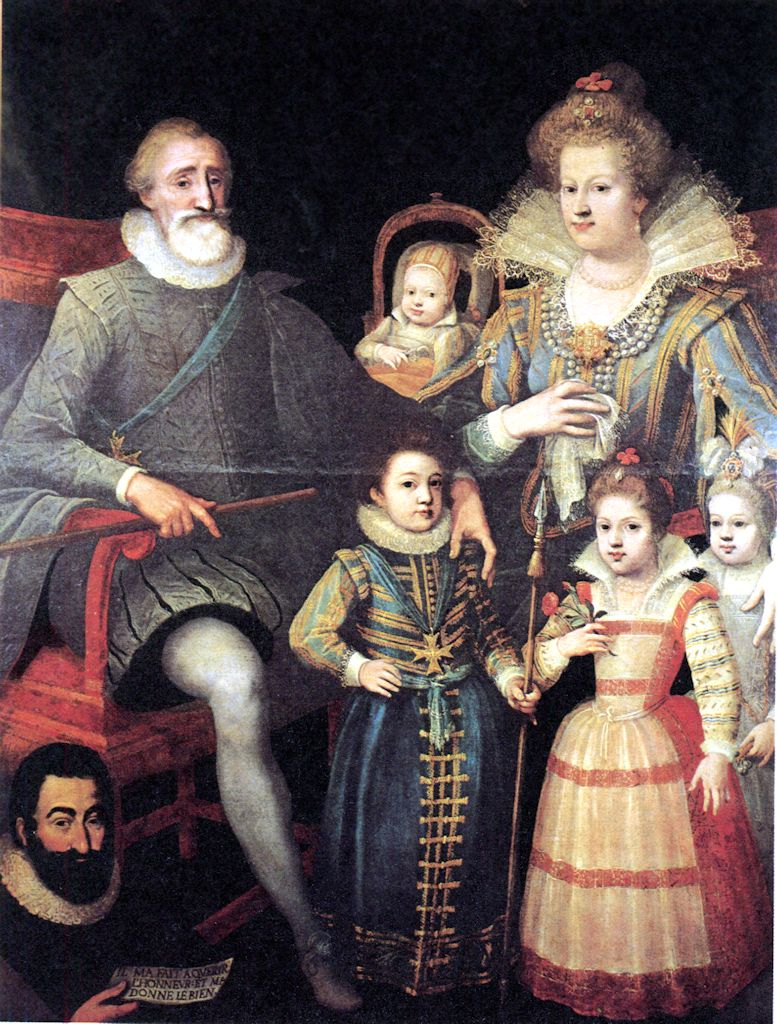
Le roi Henri IV (roi de France), son épouse Marie de Médicis et leurs enfants : Louis, Élisabeth, Christine et Monsieur d'Orléans.

Louis XIII, premier fils du roi Henri IV et de la reine Marie de Médicis, naît au château de Fontainebleau. L'enfance du dauphin Louis nous est assez bien connue grâce au journal laissé par son médecin, Jean Héroard, qui y a consigné tous les détails de son alimentation, de sa santé et de sa vie intime. Le futur roi est installé dès le mois de novembre 1601 au château de Saint-Germain-en-Laye, où il retrouve les enfants illégitimes de son père et est rejoint, plus tard, par ses frères et sœurs. Il est baptisé le 14 septembre 1606 à Fontainebleau ; son parrain est, comme il est d'usage, le pape (Paul V), représenté par le cardinal de Joyeuse, sa marraine est sa tante, Éléonore de Médicis, duchesse de Mantoue, sœur de la reine Marie.

### Enfance

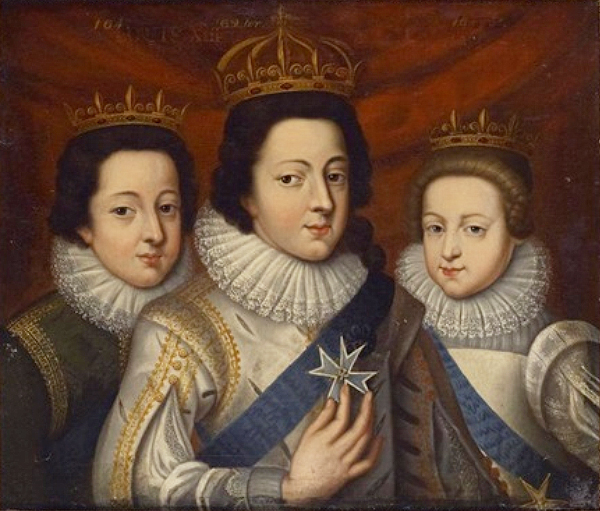
Louis XIII avec ses deux jeunes frères Gaston et Monsieur d'Orléans.

Du château de Saint-Germain, le jeune Louis XIII sort peu, sa mère Marie n'appréciant pas que son fils entre en contact avec les habitants. Le dauphin est rapidement attiré par la musique et reçoit souvent des musiciens dans ses appartements. Il joue lui aussi de certains instruments et chante. La danse, la peinture et le dessin constituent aussi des distractions pour le futur souverain ; les armes et le domaine militaire demeurent cependant son domaine de prédilection.

### Éducation et passions
Très tôt, il se découvre une passion pour les armées et les chevaux, tout en parlant souvent de guerre. Il s'exerce très jeune à l'arc et à l'arquebuse et aime faire appliquer les obligations cérémoniales à ses gardes. Il reçoit sa première leçon à l'âge de sept ans de la part de son précepteur, le poète Nicolas Vauquelin des Yveteaux ; il ne montre pas un grand intérêt pour les lettres, que ce soit en français ou en latin, pour la géométrie, les mathématiques. Seule l'Histoire semble l'intéresser un peu, en dehors des activités artistiques et militaires. Jugé insuffisant, Des Yveteaux est remplacé en 1611 par le philosophe Nicolas Le Fèvre, qui meurt en novembre 1612, rapidement remplacé par M. de Fleurence. Il a pour gouverneur le militaire Gilles de Courtenvaux de Souvré.
Selon Daniel Fabre (Une enfance de roi), le jeune Louis XIII a une passion d'oiseleur (dessins, volière, chasse).

### Relation avec ses parents
Le futur Louis XIII a une profonde adoration pour son père, bien que ce dernier n'hésite pas à le fouetter dès son plus jeune âge et à l'humilier moralement selon un ancien usage qui veut que le dauphin soit dressé pour servir le roi et la reine. Son père montre toutefois des signes d'affection, demandant à ses enfants de l'appeler papa et non Monsieur comme le veut l'usage. Ses relations avec sa mère sont différentes. Il n'est jamais ravi de la voir et refuse plusieurs fois de la servir, contrairement à son père, avec lequel il n'hésite pas à jouer le rôle de valet de chambre.
Il a huit ans et demi quand son père est assassiné, ce qui le marque durablement.

## Roi de France et de Navarre

### Accession au trône
Louis XIII monte alors sur le trône, à 8 ans et demi. Il est sacré le 17 octobre 1610 à Reims par le cardinal François de Joyeuse. Le pouvoir est alors assuré par sa mère, Marie de Médicis, qui gouverne le Royaume comme régente. La majorité du roi est proclamée en 1614, mais Marie déclare que Louis est « trop faible de corps et d'esprit » pour assumer les devoirs de sa charge ; elle l'écarte du Conseil et laisse gouverner ses favoris Concino Concini et Léonora Galigaï, qui accaparent les plus hautes charges de l'État.

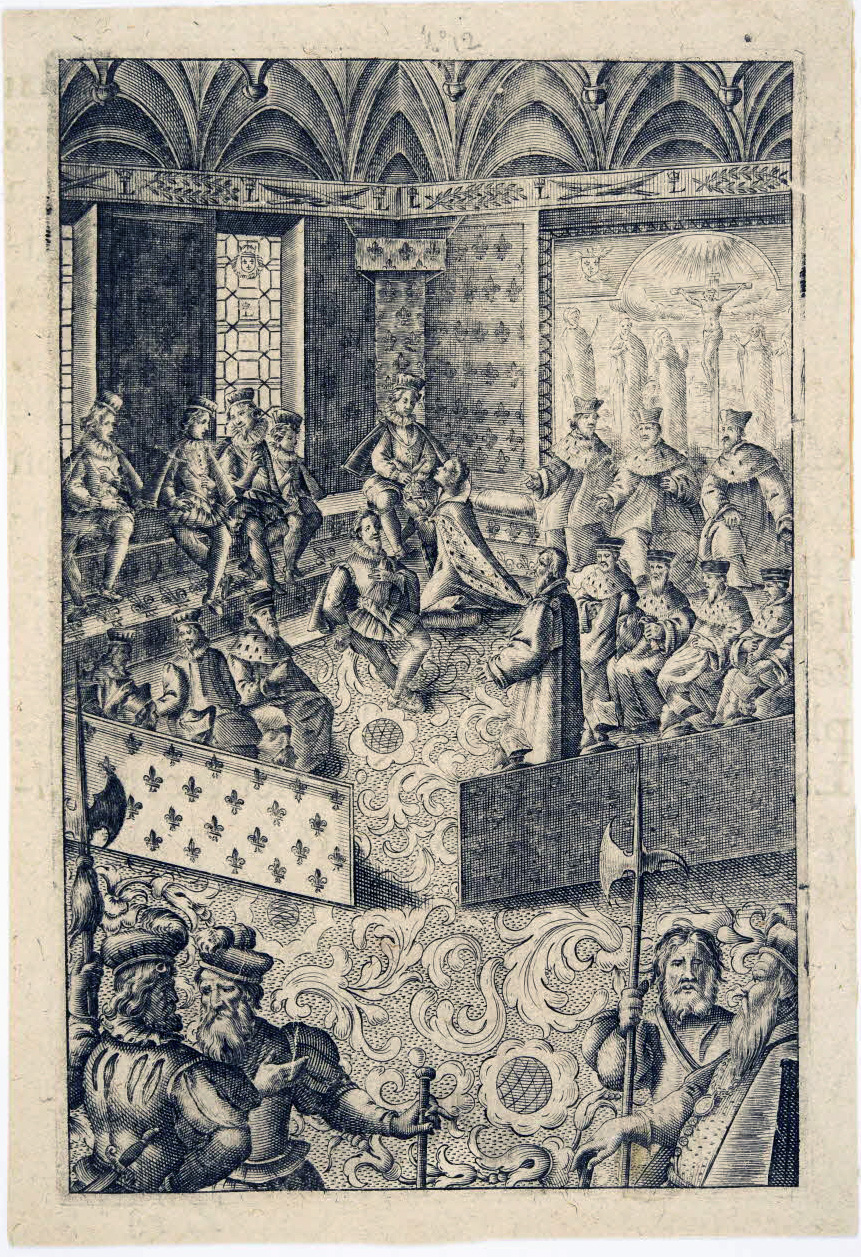
Lit de Justice tenu par Louis XIII au lendemain de la mort de son père, Archives nationales.

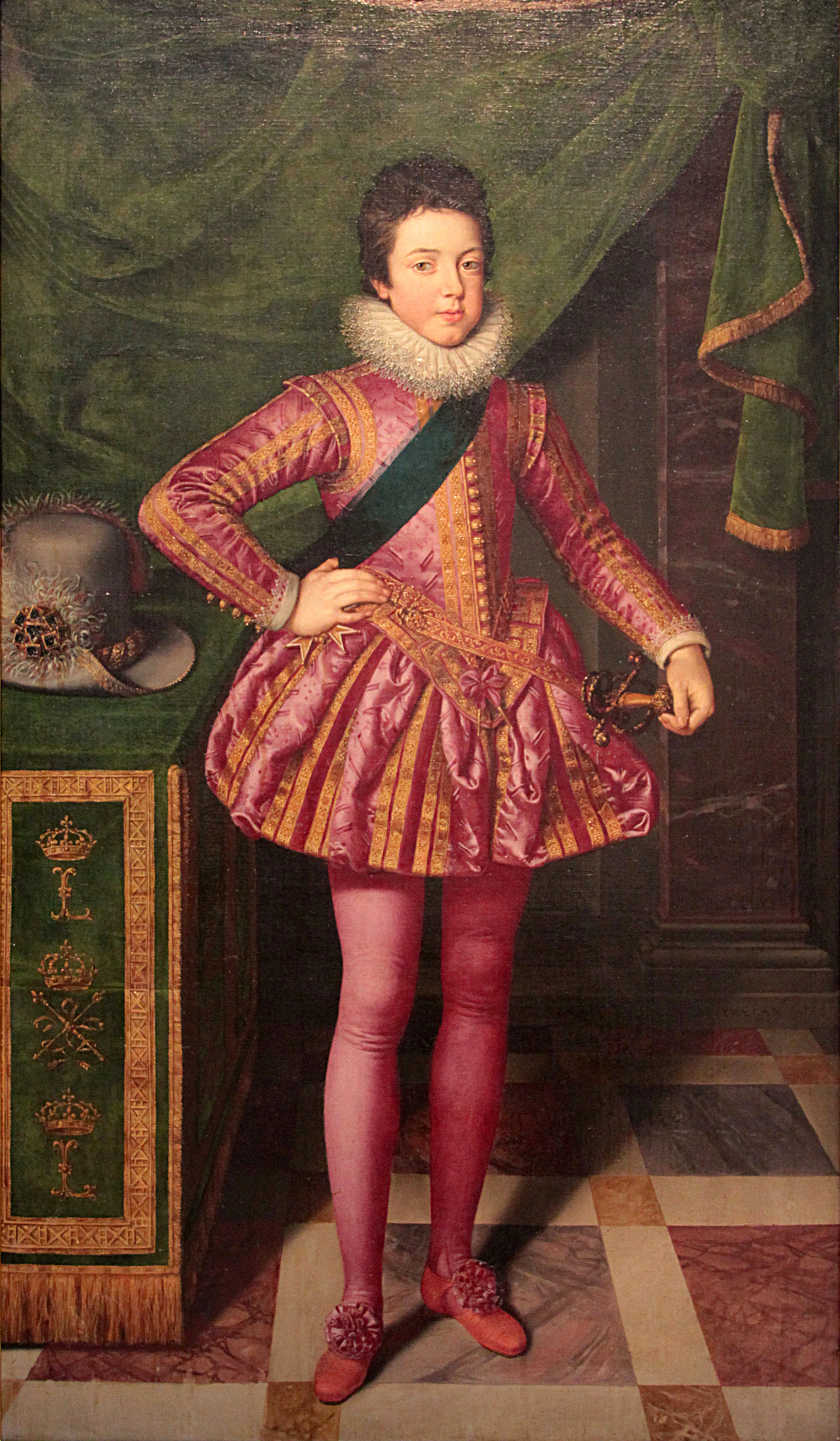
Louis, enfant roi, en 1611, par Frans Pourbus le Jeune, Palais Pitti.

Traumatisé par la mort brutale d'un père qu'il chérissait, le jeune roi n'a pas une enfance joyeuse. Il ne trouve aucun substitut à l'amour paternel auprès de sa mère, Marie de Médicis, qui le considère comme quantité négligeable. Louis se renferme assez vite sur lui-même, il a des troubles d'élocution, voire de bégaiement, et souffre d'un manque d'affection.

### Période de régence de sa mère

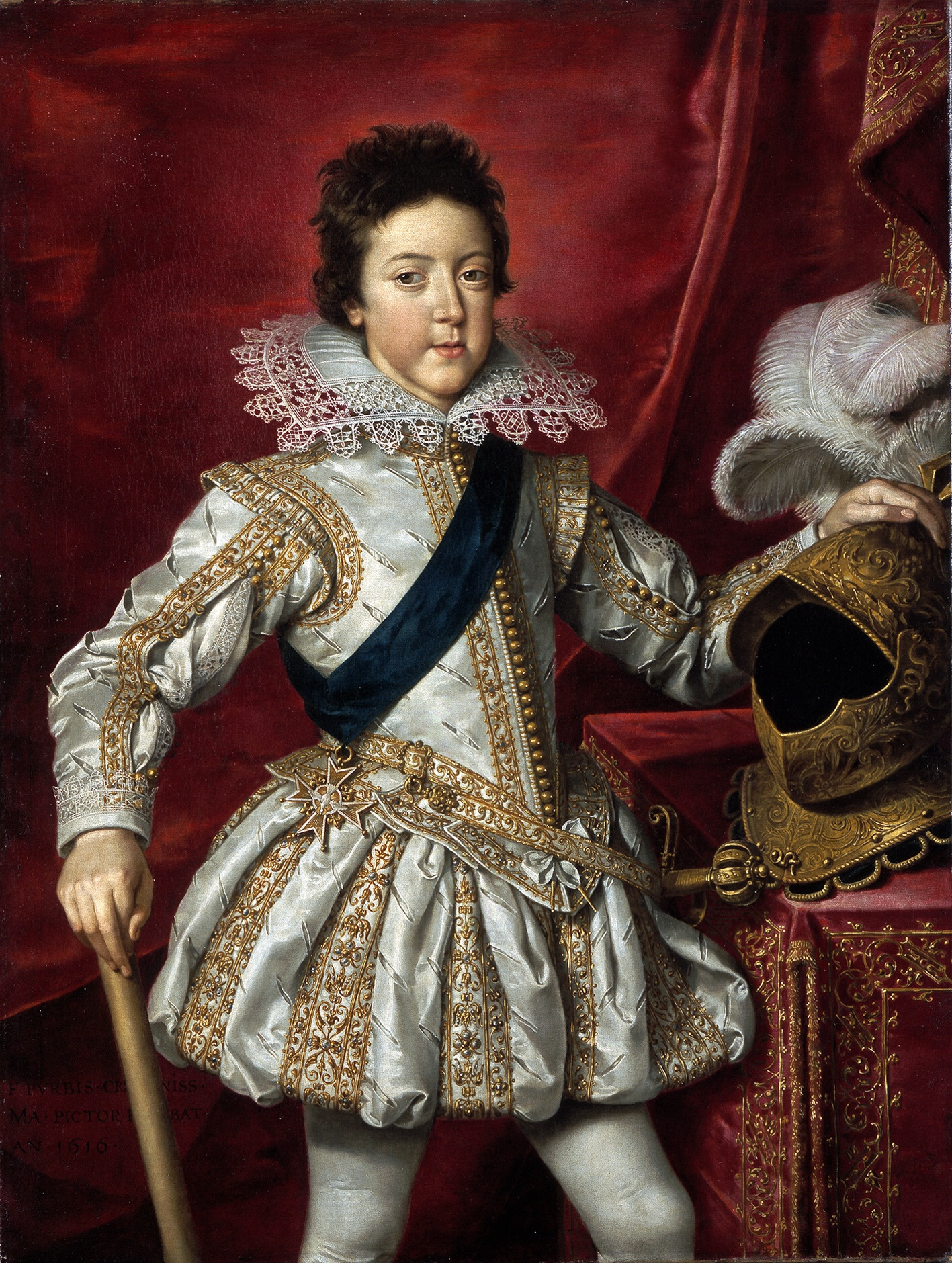
Le roi Louis XIII en 1616, par Frans Pourbus le Jeune, Staatliche Kunsthalle Karlsruhe.

Par ailleurs, le mépris des favoris italiens à son égard accroît son mal-être. En grandissant, Louis XIII, devenant taciturne et ombrageux, aspire à être digne de son père, Henri IV. Il s'indigne de voir Concini, un étranger incapable selon lui, usurper le gouvernement de son État, tandis qu'on le relègue, lui, roi, dans un coin du Louvre.
De plus, la régence de Marie de Médicis est très difficile : la gestion des affaires par son gouvernement est mauvaise, et les forces du Royaume, hostiles à la centralisation du pouvoir qu'avait initiée Henri IV, profitent de la régence. De graves troubles éclatent dans le Royaume (religieux, nobiliaires, sociaux), entraînant une convocation des états généraux et une instabilité politique. La politique pro-italienne et pro-espagnole de la Reine fait naître chez le roi un très lourd sentiment d'amertume. Alors qu'Henri IV avait songé à marier son héritier avec la princesse Nicole de Lorraine, héritière des duchés de Lorraine et de Bar (ce qui aurait porté pacifiquement la frontière française jusqu'aux Vosges), Marie de Médicis marie le jeune roi, le 21 novembre 1615 à Bordeaux, à Anne d'Autriche, infante d'Espagne. Pour Louis, c'est une humiliation de plus, car, conformément à la mémoire des choix de son père, il ne voit en Anne qu'une Espagnole et par conséquent une ennemie. Louis XIII, qui n'a que quatorze ans, est obligé, pour éviter toute demande de divorce par l'Espagne, de consommer le mariage, comme en témoigne son médecin dans ses notes personnelles, prises heure par heure, et qui relatent avec précision la vie du jeune Louis XIII. Le roi est traumatisé par ce rapport obligatoire, au point qu'il attendra quatre ans avant de regagner, poussé par le duc de Luynes, le lit de la reine, son épouse.

### Affirmation de son autorité

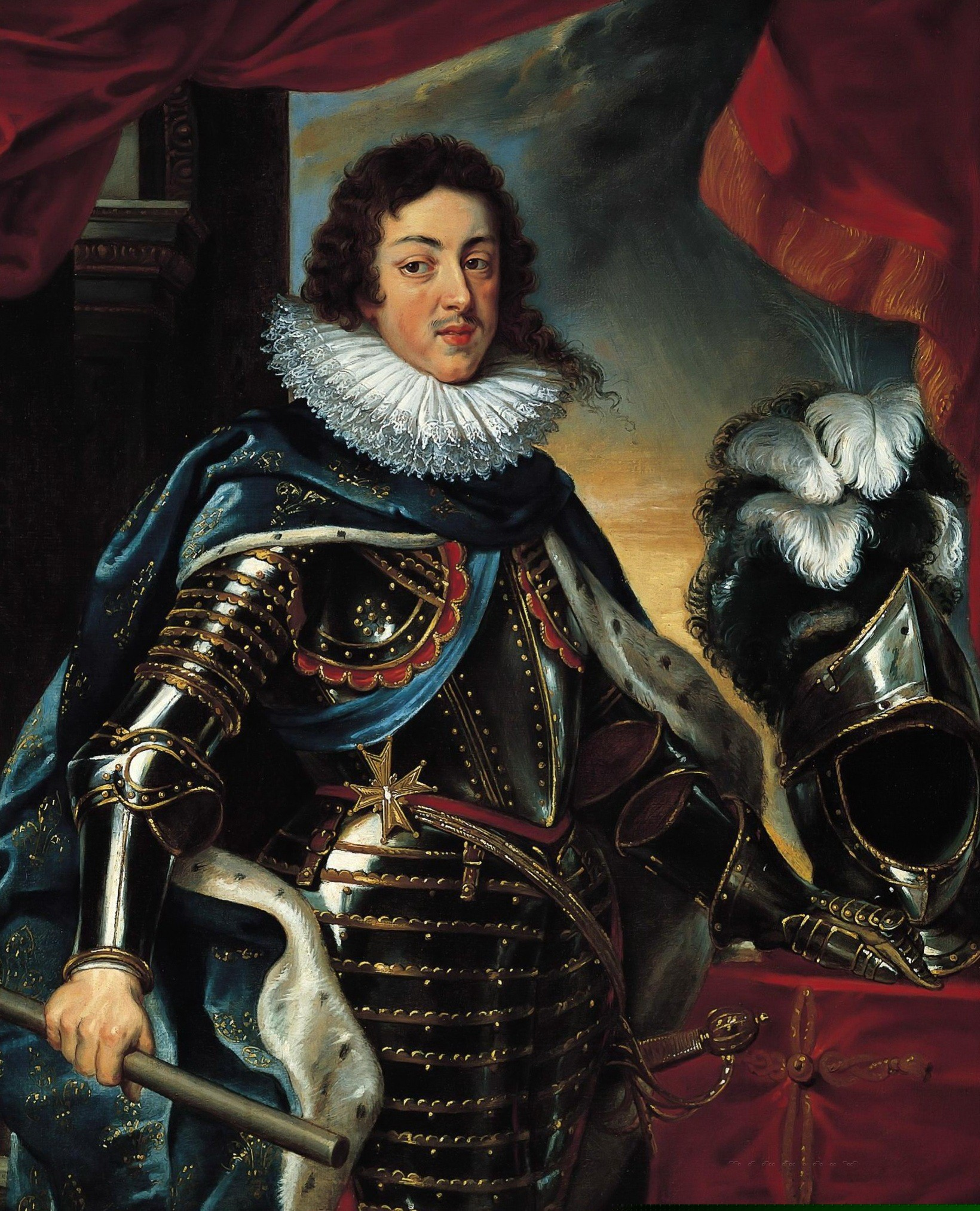
Louis XIII, jeune roi libéré de la tutelle de sa mère, 1622 par Peter Paul Rubens, Norton Simon Museum.

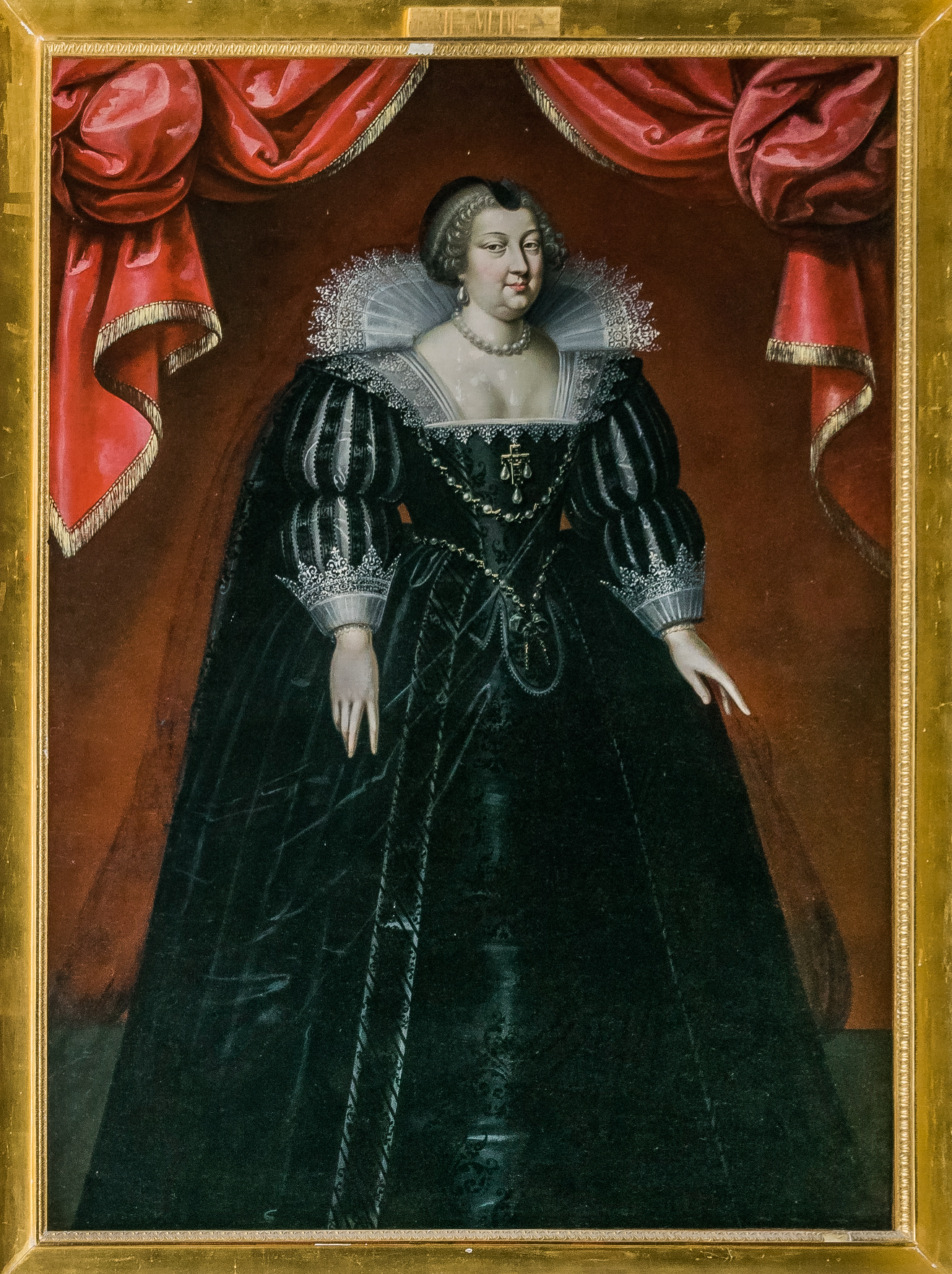
Marie de Médicis dans les années 1620.

Après la régence mouvementée et pro-espagnole de sa mère, Louis XIII rétablit progressivement l'autorité royale en brisant les privilèges des protestants, ceux des « Grands », et l'encerclement des Habsbourg par une politique conflictuelle conduite par son ministre Richelieu.

#### Sortir de la régence de la reine mère
C'est par un coup de force, le 24 avril 1617, que Louis XIII accède au pouvoir. Il ordonne l'assassinat du favori de sa mère, Concino Concini, et fait exécuter la Galigai, femme de celui-ci, dame de compagnie et confidente de sa mère. Il exile Marie de Médicis à Blois et prend enfin sa place de roi. Louis XIII remplace Concini par son propre favori, Charles d'Albert, duc de Luynes. Très rapidement, Luynes accumule les titres et les fortunes. Son avancement crée des mécontentements, d'autant que le favori du roi est un très mauvais homme d'État.
En 1619, la reine mère s'échappe du château de Blois et lève une armée contre son fils, qui choisit de se réconcilier avec elle. Par le traité d'Angoulême, le 30 avril 1619, il lui cède les villes d'Angers et de Chinon, mais lui interdit de revenir au Conseil. En 1620, Marie de Médicis déclenche une guerre civile, qui se conclut par sa défaite totale, le 7 août, à la bataille des Ponts-de-Cé, où le roi commande personnellement. Par crainte de voir sa mère poursuivre des complots, le roi accepte son retour à la cour de France et se réconcilie avec elle sous l’influence de Richelieu. En 1622, Louis XIII crée la Compagnie des Mousquetaires du Roi.

#### Contre le parti protestant
Le roi se rend à Pau en Béarn, dont il est le souverain, pour y rétablir la religion catholique comme religion officielle. Dès lors, il entend mettre fin aux privilèges politiques et militaires dont bénéficient les protestants depuis l'édit de Nantes et imposer le catholicisme d'État à tous ses sujets. De 1620 à 1628 (siège de La Rochelle mené par Richelieu et, en grande partie, par Antoine Coëffier de Ruzé d'Effiat), il combat les protestants puis détruit les fortifications de leurs places-fortes.

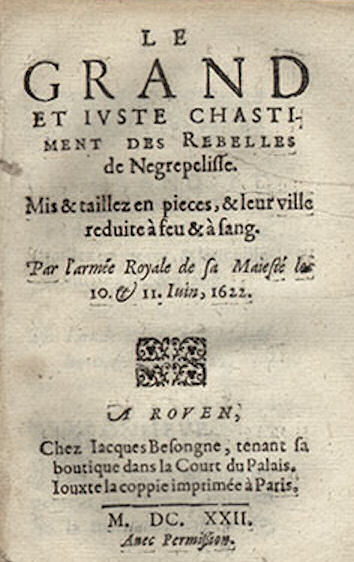
Le siège de la forteresse protestante de Nègrepelisse, suivi par l'extermination de sa population, fut accompli par l'armée du jeune roi en 1622, qui s'est dit « irrité ».

Il mène une première campagne contre les protestants en 1621 et permet la prise de Saint-Jean-d'Angély, mais échoue devant Montauban en grande partie du fait de l'incompétence du duc de Luynes.
Malgré la promulgation de l'édit de Nantes en 1598 par son père Henri IV, le jeune monarque de vingt ans décide le 10 août 1621 de mettre fin à la fronde montalbanaise. Le 17 août, le roi s'installe au château de Piquecos et entame le siège de la ville défendue par son cousin le duc de Rohan. Le roi catholique tentera en vain de venir à bout de la ville huguenote et le siège ne cessera que quatre mois plus tard avec la victoire des Montalbanais.
Les hostilités reprennent en 1622. Le 16 avril, par une habile manœuvre, le roi écrase Benjamin de Rohan, seigneur de Soubise, réfugié dans l'île de Riez. Puis il attaque son frère le duc de Rohan retranché dans Montpellier. Finalement, un accord est conclu entre les deux parties, le 19 octobre 1622 au bout de deux mois de siège. Louis XIII signe l'édit de Montpellier confirmant l'édit de Nantes avec l'extension de la liberté d'exercice de culte des catholiques et protestants, et la limitation à deux du nombre de leurs places de sûreté (La Rochelle et Montauban). La fin de sa reconquête du Royaume est conclue par la signature de l'édit de la paix d'Alès, le 28 juin 1629, cette ville étant la dernière place forte des huguenots à s'être rendue au roi après La Rochelle. L'édit d'Alès (ou édit de grâce), bien que laissant la liberté de conscience aux protestants, leur abroge toute autorité militaire et politique : leurs places fortes sont détruites, leurs assemblées définitivement interdites. Ainsi, la souveraineté de Louis XIII se renforce, comme s'en félicite Richelieu : « autrefois, on faisait des traités avec les huguenots, maintenant le roi accorde sa grâce ».

### Nomination de Richelieu
Louis XIII, décidé à participer davantage aux affaires de l’État et de se lier à un seul ministre, gouverne avec Brulart de Sillery et son fils, le marquis de Puisieux, ainsi qu’avec La Vieuville qui sont vite disgraciés pour incompétence.

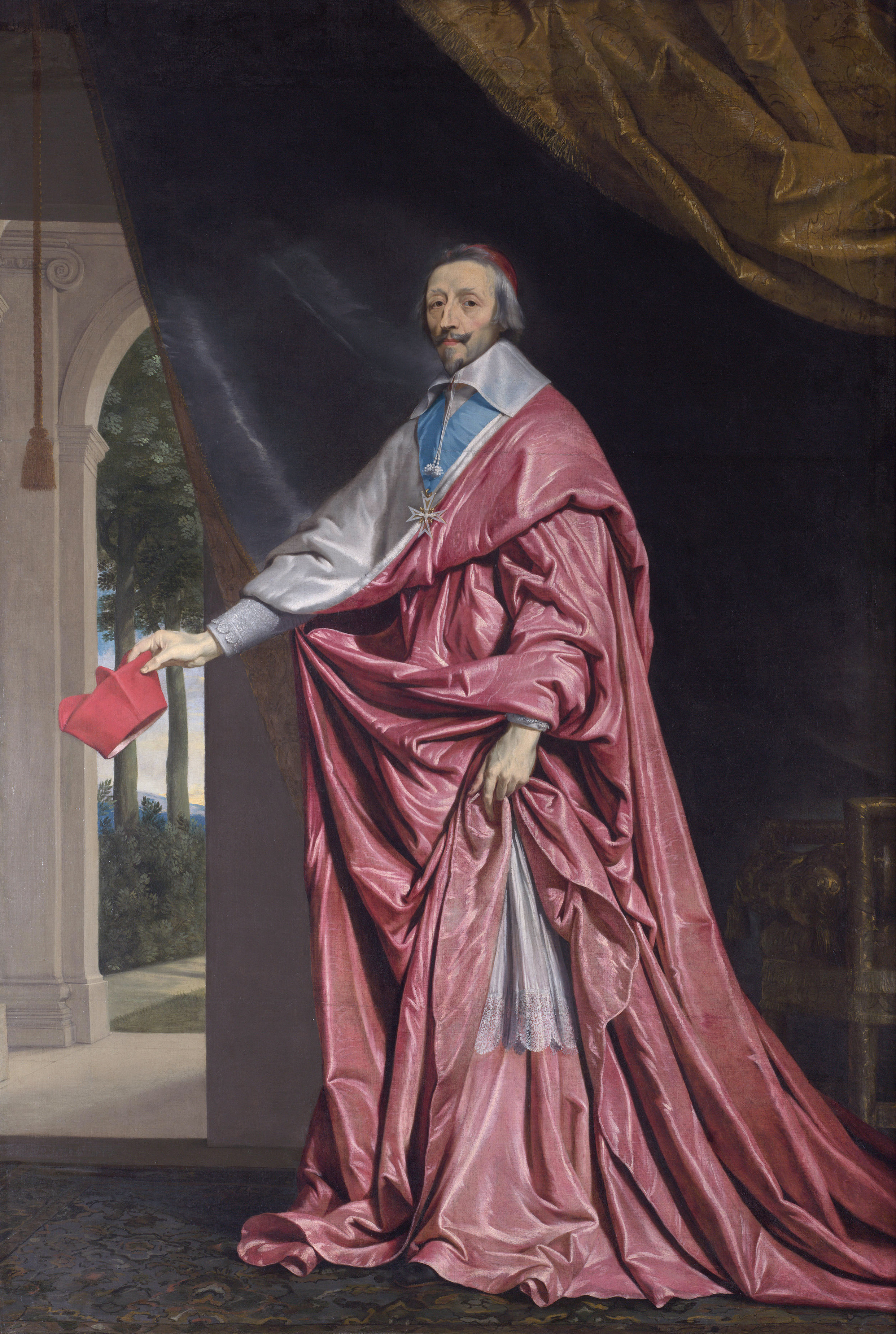
Le cardinal de Richelieu, principal ministre d'État, portraituré par Philippe de Champaigne en 1633.

En 1624, Marie de Médicis parvient à faire entrer au conseil du roi le cardinal de Richelieu, prélat qui a été le représentant du clergé aux états généraux de 1614 et ministre du gouvernement Concini. La plupart des historiens mettent en évidence l'étroitesse des relations entre Louis XIII et Richelieu qui écrit : « Je soumets cette pensée comme toutes les autres à votre majesté » pour signifier au roi qu'il ne tentera jamais de gouverner à sa place. La relation du Roi avec Richelieu est assez complexe et a sans doute évolué avec le temps vers une affection réelle. Il est l'auteur de cet éloge sur le cardinal : « Le cardinal de Richelieu est le plus grand serviteur que la France ait eu ».
Les deux hommes partagent une même conception de la grandeur de la France et des priorités qui s’imposent dans le domaine politique. Mais le Cardinal, beaucoup plus posé et responsable, semble respecter beaucoup plus la fonction que l'homme. Le programme politique de Richelieu se décline de plusieurs manières : l'abaissement des grands féodaux, la rationalisation du système administratif et la lutte contre la maison de Habsbourg à l'extérieur (guerre de Succession de Mantoue, guerre franco-espagnole, guerre de Trente Ans).
Richelieu combat les protestants moins d'une façon planifiée que pour assurer l'autorité de l'État. Toutes les guerres contre les huguenots sont déclenchées par le soulèvement d'un de leurs chefs (duc de Rohan, Benjamin de Rohan). Même le siège de La Rochelle n'est sans doute pas souhaité jusqu’à ce que Rohan déclenche les hostilités. La reddition de cette dernière ville, après un très long siège qui s'achève en 1628, est suivie de la promulgation de l’édit de grâce d’Alès (28 juin 1629), interdisant les assemblées politiques et supprimant les places de sûreté protestantes, mais maintenant la liberté de culte dans tout le Royaume sauf à Paris.

### Politique de Richelieu contre les Grands et l'Espagne

#### Affaiblir les Grands
Louis XIII doit faire face à l’hostilité d’une partie de la famille royale à l'égard de Richelieu et de sa politique anti-espagnole.

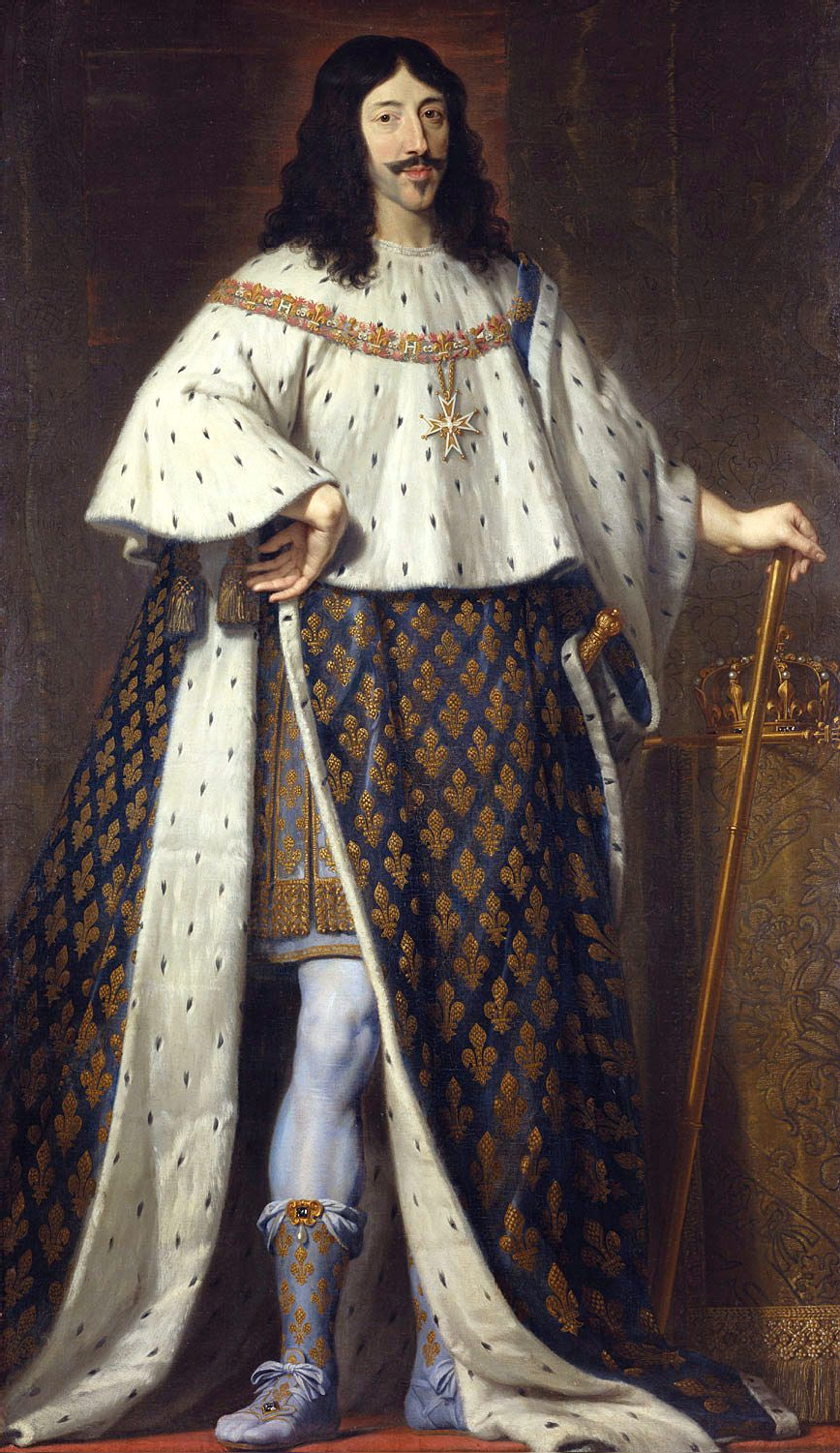
Louis XIII en costume de sacre, par Philippe de Champaigne, Royal Collection.

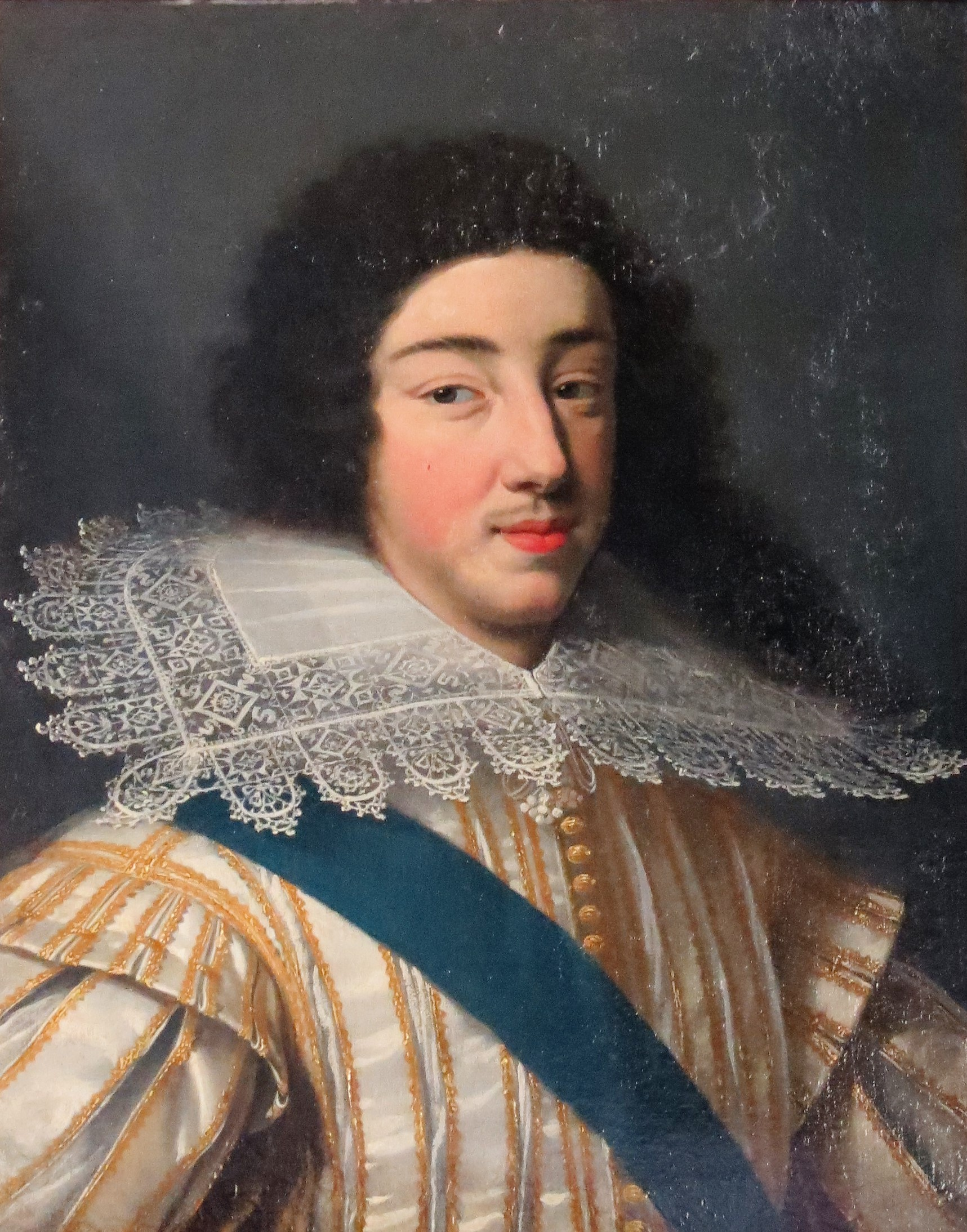
Gaston, duc d'Orléans
(XVIIe siècle, château de Blois).

Il se brouille avec sa femme. Après 11 ans de mariage, le couple, qui s'entend mal, n'a toujours pas donné d'héritier à la couronne. En 1626, la reine, poussée par la duchesse de Chevreuse, participe au complot de Chalais, ayant pour but de destituer le roi et mettre son frère et héritier, le duc Gaston d'Orléans, sur le trône. À partir de cette date, le couple vit séparé.
Dès le début de l'implication de la France dans la guerre de Trente Ans (1635), Anne d'Autriche tente de renseigner secrètement l'Espagne sur les dispositions militaires et politiques françaises (bien qu'elle soit tenue à l'écart de toutes les décisions du roi). La trahison est découverte mais l'affaire est finalement étouffée par le roi lui-même, qui est trop pieux pour penser sérieusement à un divorce de répudiation, qui provoquerait en outre des difficultés avec le Saint-Siège.
Il écarte également définitivement sa mère lors de la « journée des Dupes » (10 novembre 1630), pendant laquelle la cour croit le cardinal congédié, à la suite d’une violente altercation entre le roi et la reine mère. Cette journée se termine par l'exil de la reine mère à Moulins (le roi ne la revit plus jamais), l'emprisonnement du chancelier Michel de Marillac et l'exécution du frère de celui-ci, le maréchal de Marillac, pour des motifs fallacieux, le procès étant dirigé par des hommes du cardinal.
Le choix de Richelieu est fondamental pour comprendre la politique de Louis XIII. Deux partis s'affrontent : celui de la raison d'État de Richelieu ; celui des dévots de Médicis. Ces derniers réclament une politique en faveur des Habsbourg pour faire triompher le catholicisme en Europe. Faire le choix du cardinal, c'est faire le choix de placer les intérêts de l'État au-dessus de la religion.
Louis XIII doit mater plusieurs révoltes organisées par son frère et héritier, Gaston d'Orléans, et faire enfermer nombre de ses demi-frères comme le duc de Vendôme. Conscient des dilemmes qui agitent le roi, Pierre Corneille lui dédie plusieurs répliques du Cid.
Le roi veut aussi rabaisser l'orgueil des Grands du Royaume et se montre inflexible à plusieurs reprises, ordonnant l'exécution du comte de Montmorency-Bouteville pour avoir violé l'interdiction des duels et celle du duc de Montmorency pour révolte. La légende qui fait de Louis XIII un fantoche soumis à Richelieu a pour origine le refus de nombre de contemporains de donner au roi le crédit des nombreuses exécutions qui eurent lieu sous son règne.
Louis XIII veut que les enfants de la noblesse, trop souvent rebelles, soient réunis non loin de Paris et crée en 1638 le collège de Juilly pour leur inculquer l'amour de leur roi dans un lieu où il pourra leur rendre visite régulièrement.

#### Briser l'encerclement espagnol
Depuis François Ier, le royaume de France est encerclé par les possessions des Habsbourg (Espagne, Saint-Empire, Pays-Bas, influence en Italie, colonies…). Plusieurs guerres ou complots ont opposé les Habsbourg aux Valois, en particulier au moment des guerres de religion. Henri IV au moment de son assassinat en 1610 était sur le point de faire alliance avec les protestants pour relancer la guerre contre la très catholique Espagne. Pendant la régence, à cause de la peur d'une nouvelle guerre, sa veuve Marie de Médicis se rapproche du parti pro-espagnol et conclut deux alliances matrimoniales avec les enfants de Philippe III (1612). En 1615, Louis XIII épouse Anne d'Autriche, et Élisabeth le dauphin Philippe, prince des Asturies.
Mais la France redoute toujours la politique impérialiste des Habsbourg, notamment en Allemagne, et se fait défenseur des « libertés germaniques ». Sur les conseils de Richelieu, Louis XIII attend l'occasion favorable pour desserrer la domination diplomatique et reprendre le projet de son père, la guerre contre l'Espagne plusieurs fois reportée. Or, les Habsbourg sont en difficulté dans l'Empire face aux protestants lors de la guerre de Trente Ans. De plus, le redressement de la France par Richelieu amène l'accroissement des tensions franco-espagnoles.
À partir de 1631, la diplomatie française se rapproche des ennemis de l'Espagne, et particulièrement des puissances protestantes qu'elle finance. D'abord, les deux pays se contentent d'une guerre froide (passage du pas de Suse et guerre de Succession de Mantoue). L'année 1635 marque un véritable tournant : la France déclare la guerre ouverte à l'Espagne. Le roi est dans une position délicate, d'un point de vue politique comme religieux, puisqu'il se retrouve en conflit avec deux souverains catholiques Habsbourg : le roi Philippe IV d'Espagne ainsi que Ferdinand III, roi de Hongrie et de Bohême, puis empereur en 1637. L'allié du monarque Bourbon est le protestant Gustave II, roi de Suède.
Militairement, jusqu’à la fin de son règne, Louis XIII est engagé dans une terrible guerre durant laquelle il commande plusieurs fois personnellement (siège de Corbie). Il occupe ainsi la Catalogne révoltée dans la guerre des faucheurs (1641). Après ces quelques années difficiles, l'armée française vient peu à peu à bout de l'armée espagnole.

### Assurer la continuité et la succession du roi

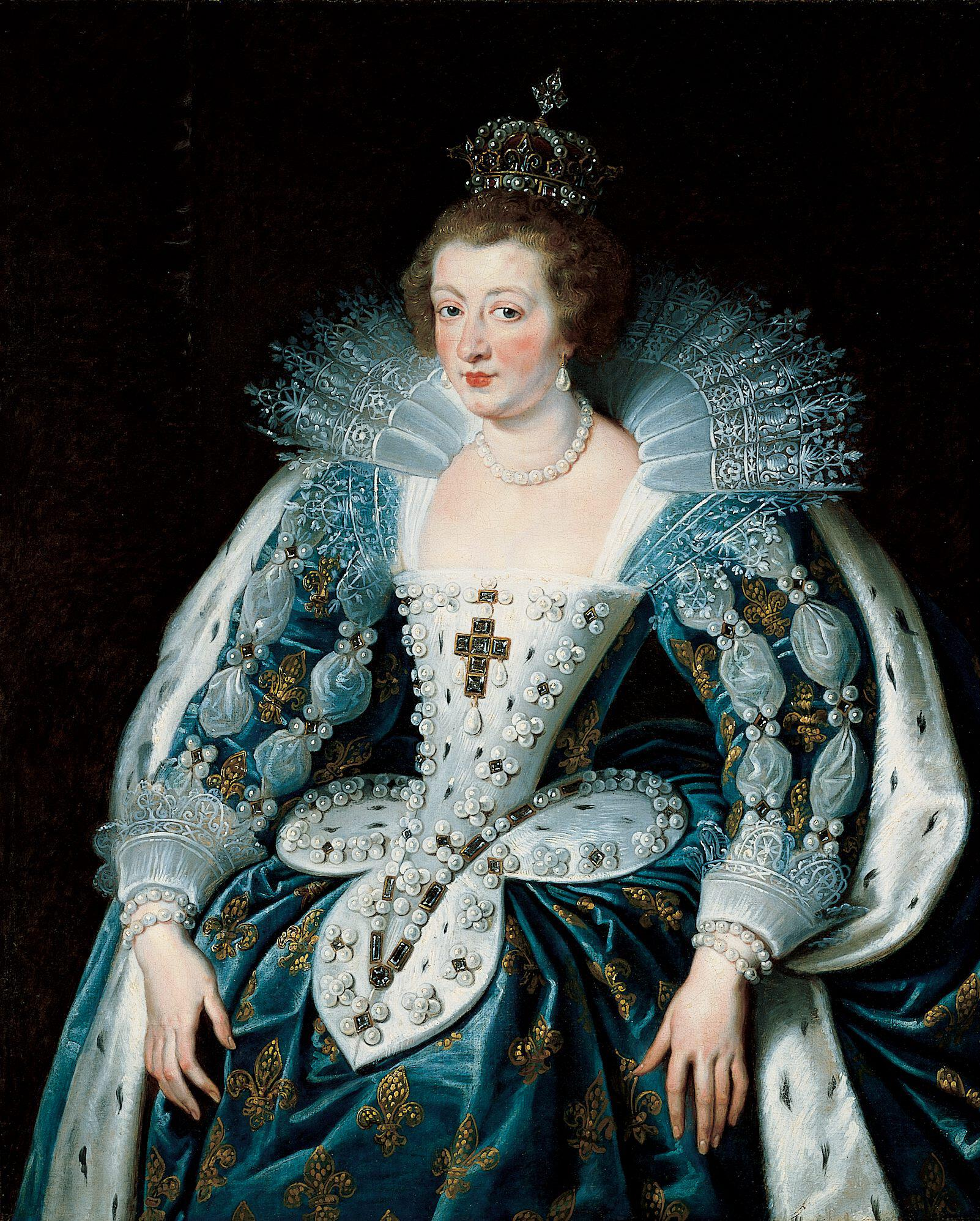
Anne d'Autriche, reine de France, épouse de Louis XIII. Portrait par Pierre Paul Rubens, 1625.

#### Une absence d'héritier favorisant les complots
Le souci majeur de Louis XIII, durant son règne, est d'être de nombreuses années sans héritier mâle. D'une santé médiocre, secoué par de violentes maladies, le roi manque à maintes reprises de mourir subitement sans héritier : cela entretient chez les prétendants au trône de grandes espérances (Gaston d'Orléans, le comte de Soissons, le comte de Moret…). La très difficile relation qu'entretient le roi avec la reine augmente les espoirs de ces princes, qui, toujours mêlés à des complots (notamment la conspiration de Chalais), espèrent bien que le roi n'aura jamais d'héritier.
Après presque vingt-trois ans de mariage stérile ponctués de plusieurs fausses couches, la naissance inattendue de l'héritier du trône est considérée comme un don du ciel, ce qui lui vaut d'être aussi prénommé Louis-Dieudonné,. Si l'historien Jean-Christian Petitfils propose la date du 23 ou du 30 novembre, semaine où le couple royal séjournait à Saint-Germain, comme date de la « conception du dauphin », d'autres auteurs affirment que le dauphin a été conçu le 5 décembre 1637, dans le palais du Louvre (le 5 décembre tombe d'ailleurs exactement neuf mois avant sa naissance, le 5 septembre 1638),.
Pour le roi Louis XIII comme pour la reine (et plus tard le futur souverain Louis XIV), cette naissance tant attendue est le fruit de l'intercession faite par le frère Fiacre auprès de Notre-Dame de Grâces auprès de laquelle le religieux réalise trois neuvaines de prières afin d'obtenir « un héritier pour la couronne de France ». Les neuvaines sont dites par le frère Fiacre du 8 novembre au 5 décembre 1637,.

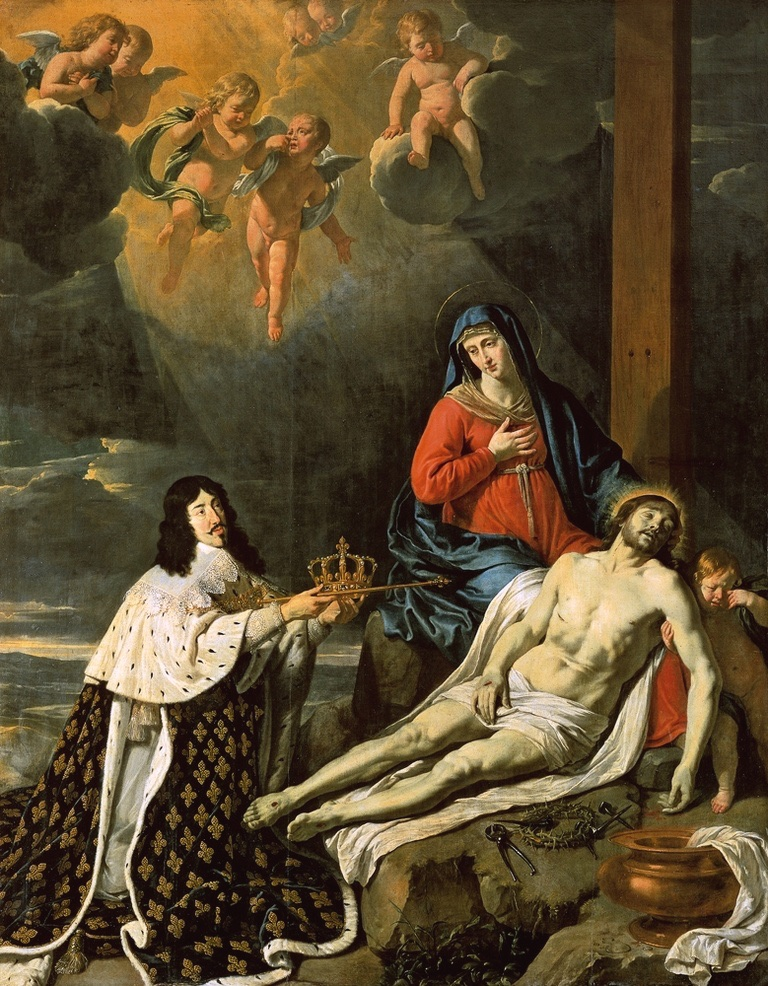
Le Vœu de Louis XIII, par Philippe de Champaigne (1638).

En janvier 1638, la reine prend conscience qu'elle est à nouveau enceinte. Le 7 février 1638, le roi et la reine reçoivent officiellement le frère Fiacre pour s'entretenir avec lui sur les visions qu'il dit avoir eu de la Vierge Marie et de la promesse mariale d'un héritier pour la couronne. À l'issue de l'entretien, le roi missionne officiellement le religieux pour aller à l'église Notre-Dame-de-Grâces de Cotignac, en son nom, faire une neuvaine de messes pour la bonne naissance du dauphin,,,.

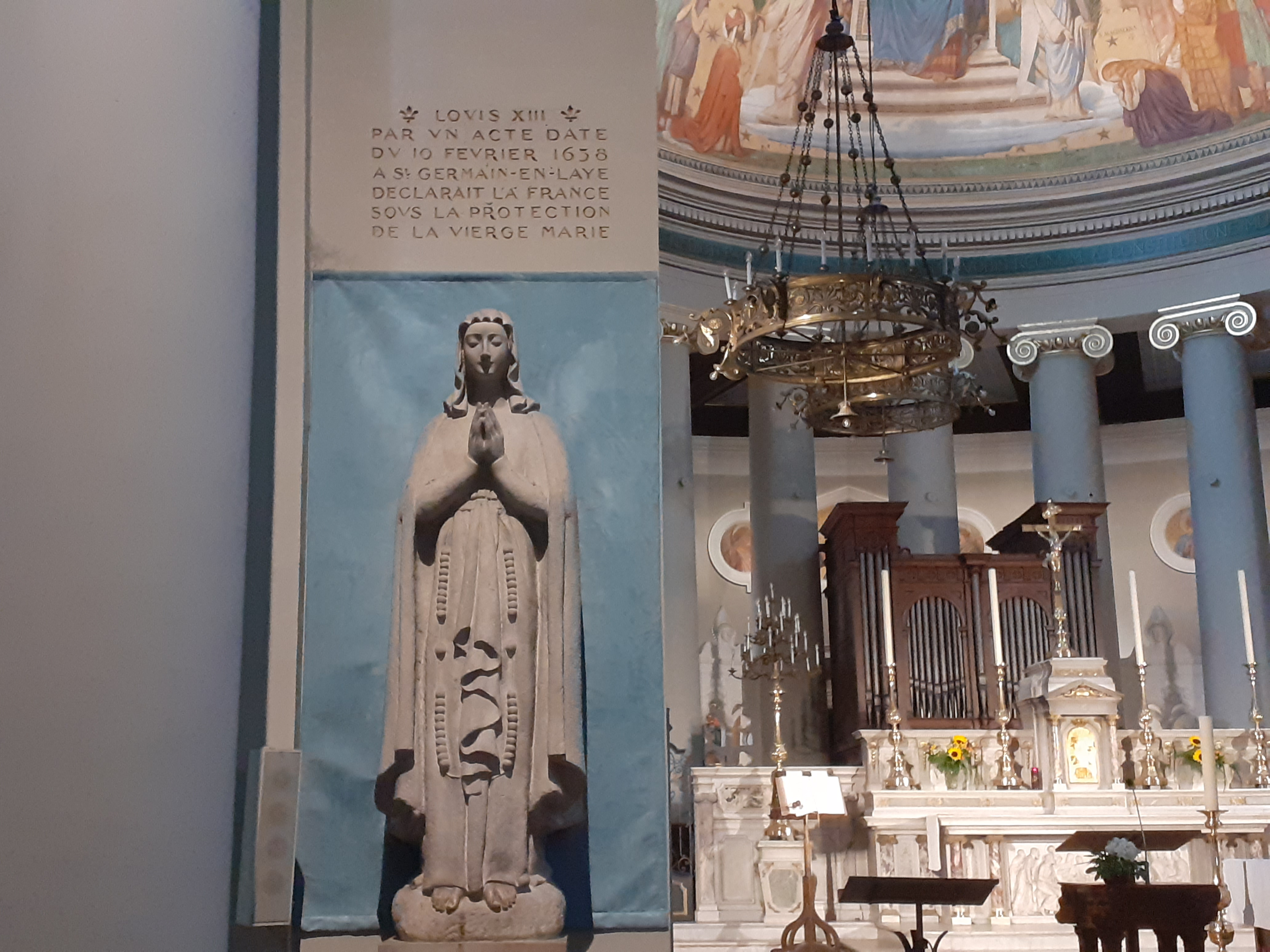
Le 10 février 1638 à Saint Germain en Laye, Louis XIII consacre la France à la Vierge Marie.

Le 10 février, en remerciement à la Vierge pour cet enfant à naître, le roi signe le « vœu de Louis XIII », consacrant le royaume de France à la Vierge Marie, et faisant du 15 août un jour férié dans tout le royaume. En 1644, ayant fait venir auprès d'elle le frère Fiacre, la reine lui dira : « Je n'ai pas perdu de vue la grâce signalée que vous m'avez obtenue de la Sainte Vierge, qui m'a obtenu un fils. » Et à cette occasion, elle lui confie une mission personnelle : porter un présent (à la Vierge Marie) dans le sanctuaire de Cotignac, en remerciement de la naissance de son fils,. En 1660, Louis XIV et sa mère se rendront en personne à Cotignac pour y prier et remercier la Vierge, puis en 1661 et 1667, le roi fera porter des présents à l'église de Cotignac, par le frère Fiacre, en son nom,.
L'attitude du roi, à la naissance de Louis, le 5 septembre 1638, diffère selon les mémorialistes : Tallemant des Réaux dit que le roi considéra son fils d'un œil froid, puis se retira. Tous les autres mémorialistes, dont l'ambassadeur de Venise Contarini qui était présent, disent que le roi tomba à genoux devant son fils et l'embrassa. Louis XIII et Anne d'Autriche ont en septembre 1640 un second fils, Philippe, le futur duc d'Orléans. Ces deux naissances écartent du trône le comploteur impénitent qu'était Gaston d'Orléans, le frère du roi, et limitent les complots à ceux qui veulent prendre la place du Cardinal, malade (conspiration de Cinq-Mars).

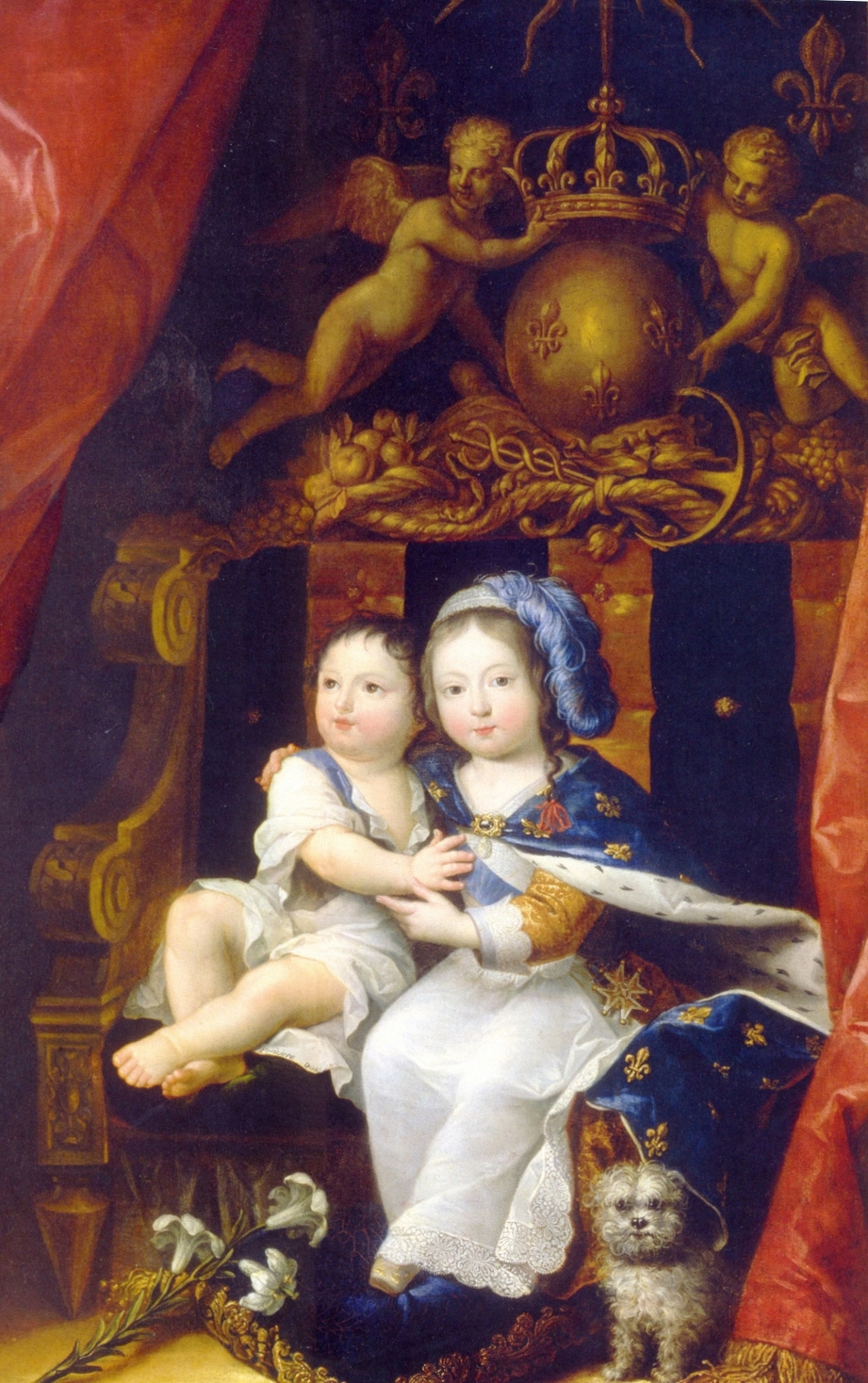
Le futur Louis XIV à droite et son frère cadet Philippe d'Orléans à gauche, fils de Louis XIII.
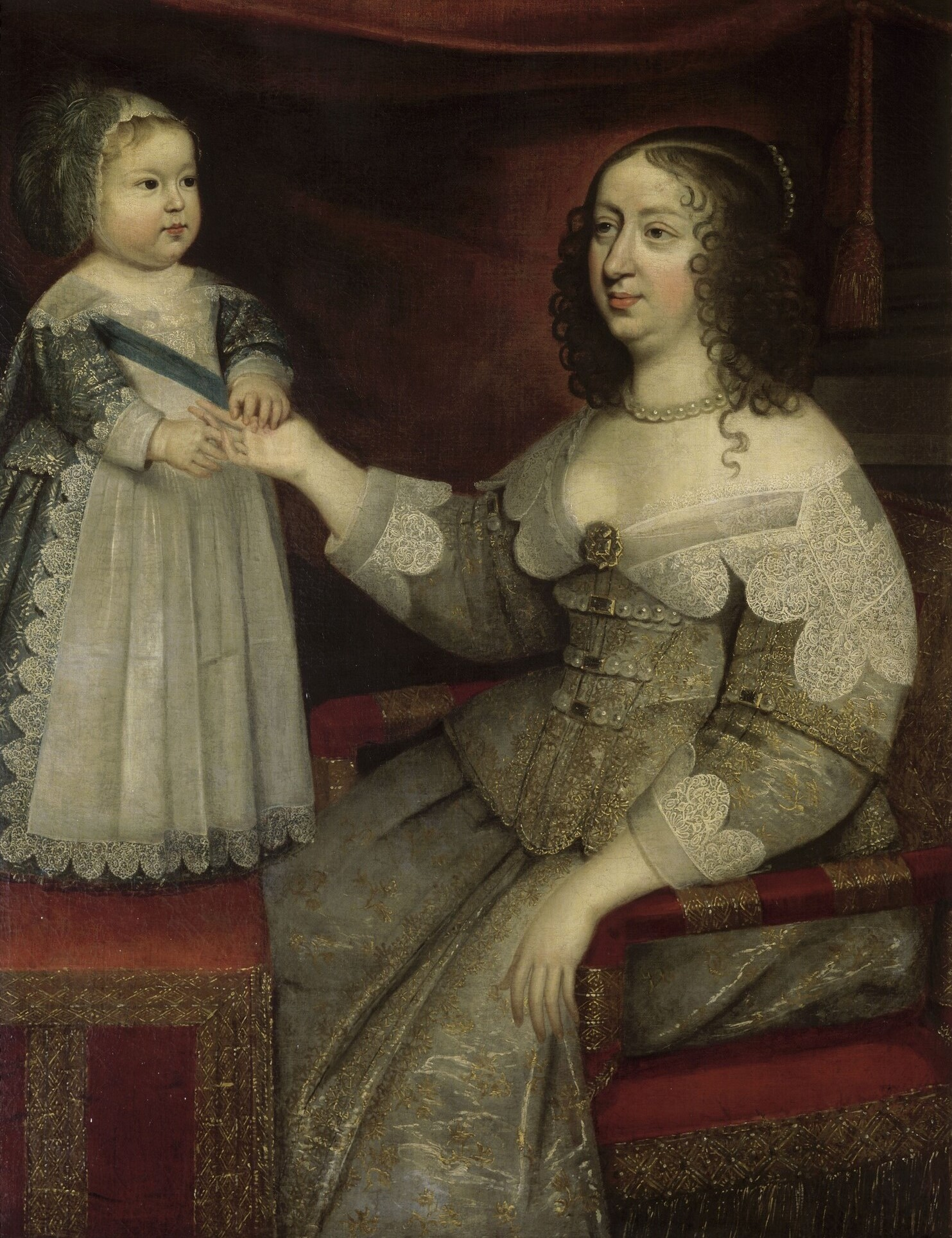
Anne d'Autriche et le futur roi Louis XIV, qui porte une plume au béguin assorti à sa robe et un tablier richement orné de broderies et de dentelles.
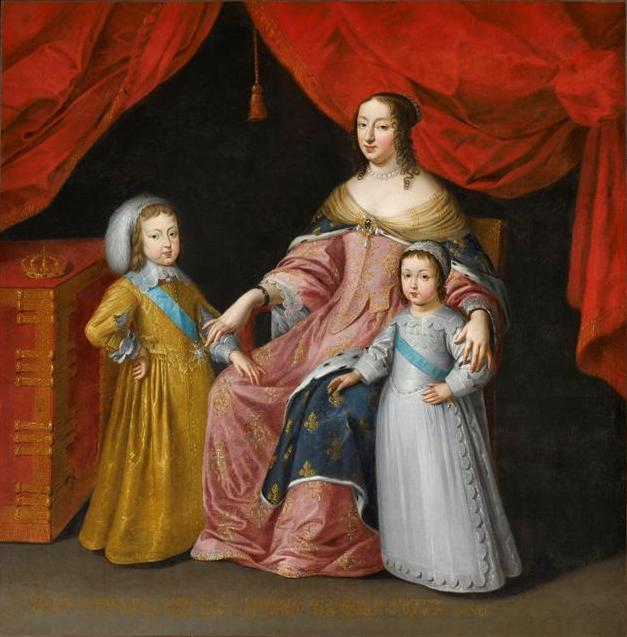
Anne d'Autriche et ses deux enfants, le futur Louis XIV, et Philippe, duc d'Orléans.
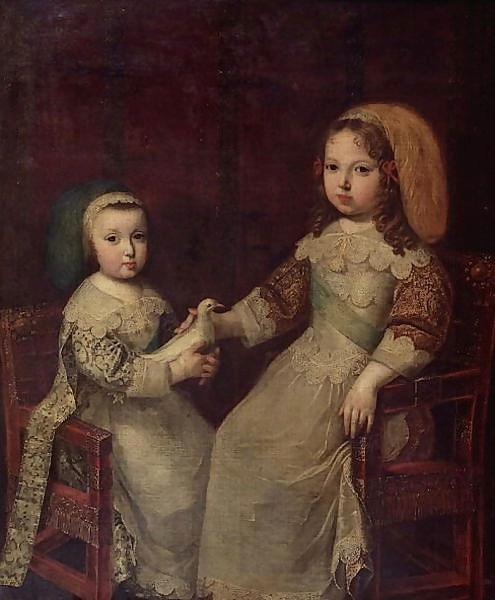
Le jeune Louis et son frère Philippe.

#### Mort de Richelieu et montée de Mazarin
Après la mort du cardinal, en décembre 1642, le roi décide de se réconcilier avec certains des anciens conspirateurs comme son demi-frère, César de Vendôme et ses fils, le duc de Mercœur et le duc de Beaufort. Toutefois, il poursuit la même politique. Il fait entrer au conseil d'État un des proches collaborateurs de Richelieu, le Cardinal Mazarin, qui devient vite premier ministre de fait.

### Fin de règne et mort
Après six semaines de terribles coliques et vomissements, Louis XIII meurt le 14 mai 1643, soit 33 ans jour pour jour après son père Henri IV (assassiné le 14 mai 1610) et son accession au trône. Le roi meurt à 41 ans, des conséquences d'un mal aujourd'hui identifié comme la maladie de Crohn. Il est toutefois probable que cette maladie chronique n'ait fait que l'affaiblir et que le coup de grâce lui ait été donné par son médecin, Charles Bouvard, qui laisse le bilan de trente-quatre saignées, mille deux cents lavements et deux cent cinquante purges pratiqués sur le roi dans les deux dernières années de sa vie. Son corps est porté à la basilique Saint-Denis sans aucune cérémonie, selon son propre désir pour ne pas accabler son peuple d'une dépense excessive et inutile. Juste avant de mourir, Louis XIII rédige un testament visant à limiter les prérogatives de sa femme, la nouvelle Régente. Anne d'Autriche n'en tient pas compte et le fait casser dès qu'elle en a connaissance.

## Personnalité et bilan: un roi fragile rétablissant l'autorité royale

### «Louis le Juste»: un roi religieux
Louis XIII est très pieux, profondément catholique. S'il est tolérant envers les protestants, c'est par respect de la réconciliation accomplie par son père. Marie de Médicis a tout de même veillé à ce que son fils reçoive une éducation catholique sévère. Louis XIII a horreur du péché. C'est pour lui une obsession. Le roi répugne aux superfluités de la vie. Les difficultés qu'il rencontre en 1638 ainsi que son tempérament très pieux l'amènent à placer la France sous la protection de la Vierge Marie. Il rédige aussi, avec son confesseur, le père Nicolas Caussin, un livre de prières. Sa politique religieuse active rallie le clergé, ce qui limite les contestations catholiques à sa diplomatie d'alliance avec les puissances protestantes contre les Habsbourg.

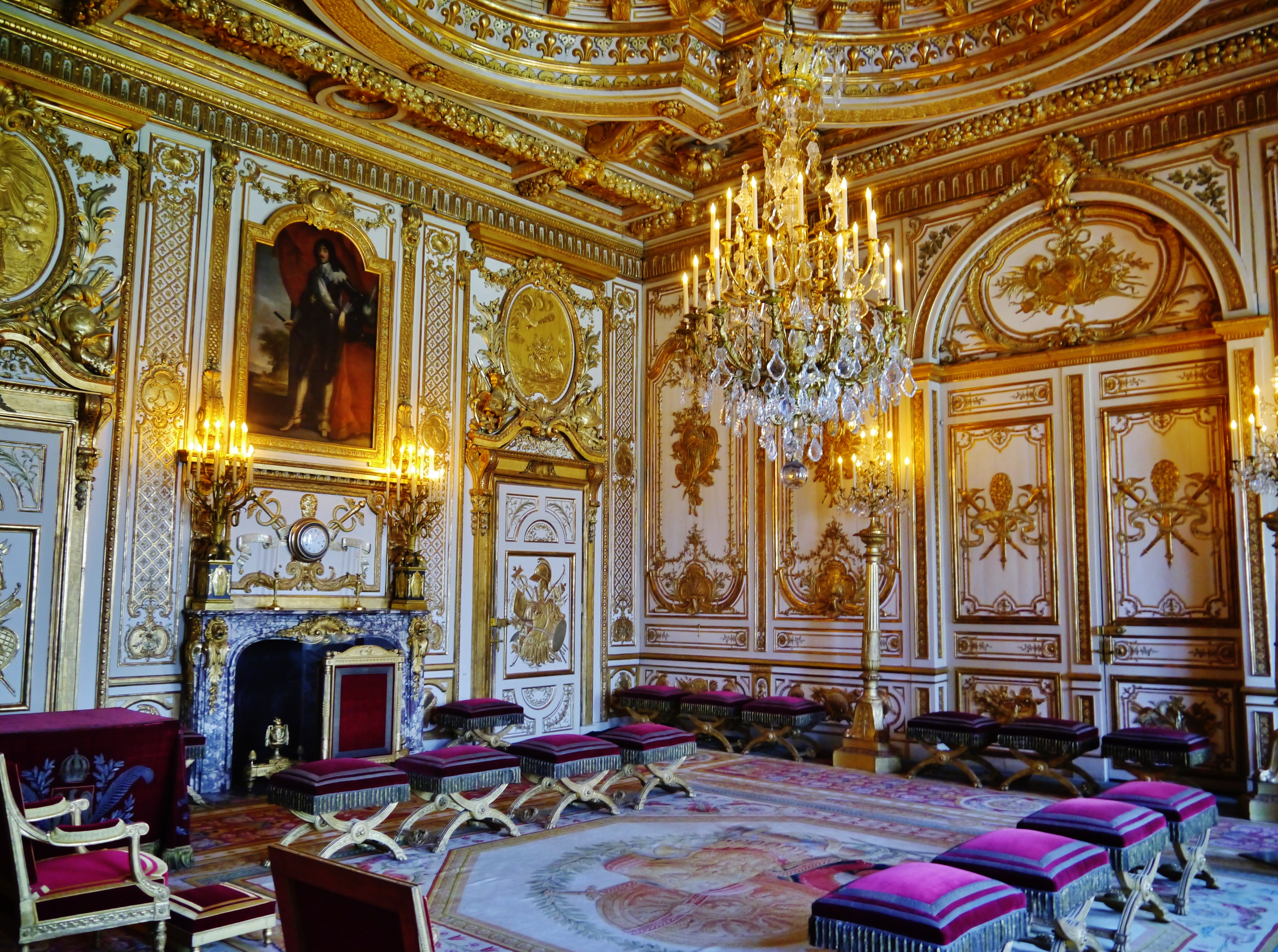
Dans la salle du trône du château de Fontainebleau, le lambris surmontant la cheminée est orné des emblèmes du souverain (la massue d'Hercule entourée de deux caducées liés en sautoir) et porte une banderole avec la devise Erit haec quoque cognita monstris (les monstres aussi la [massue] connaîtront), référence à sa lutte contre l'hérésie monstrueuse pour régler les dissensions religieuses.

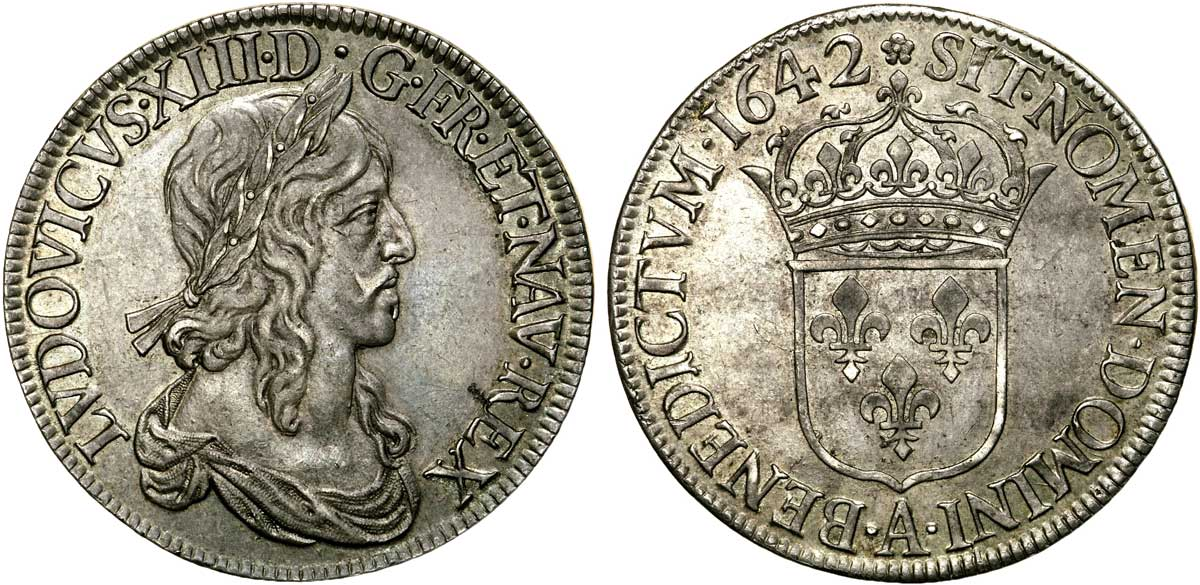
Louis XIII le Juste, écu d’argent, gravure coordonnée par Jean Warin, 1642, Paris.

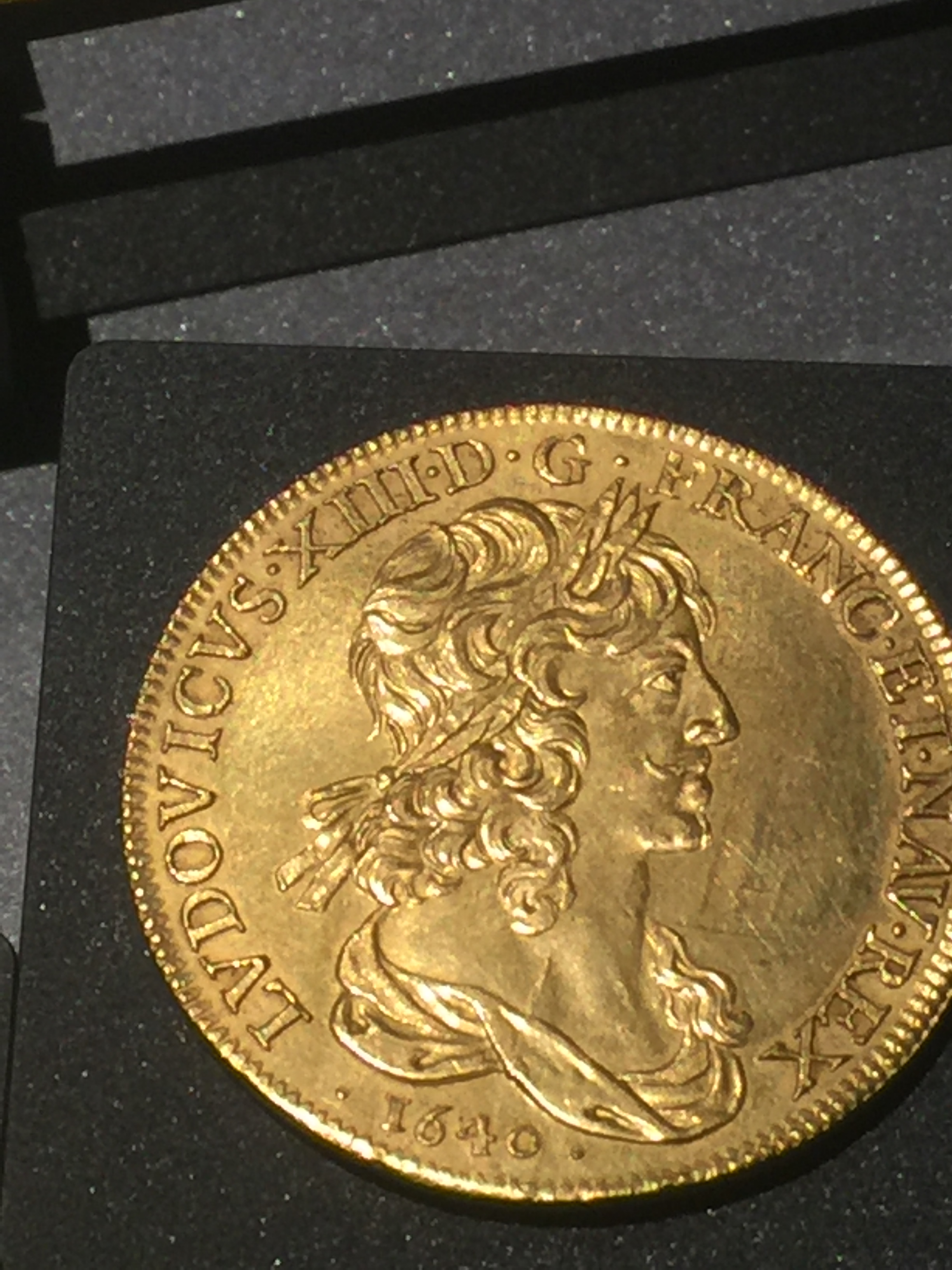
Louis XIII le juste, écu d'or, 1640

Le roi contrôle par son gouvernement centralisateur les autorités locales dans le souci du bien-être des peuples et du salut de ses États. Il est à l'origine de l'édit qui fait obligation aux évêques d'octroyer une rémunération aux officiers du culte. Il permet le retour de l'école des jésuites de Clermont à Paris et ouvre celle-ci aux fils de la bourgeoisie. Il aide également Vincent de Paul — qui sera canonisé par Clément XII le 16 juin 1737 — à fonder une congrégation religieuse dont le but est de venir en aide aux plus pauvres. Le corps des Intendants remplace les baillis et sénéchaux dans l'administration du territoire[réf. nécessaire]. Sous son règne est frappé le premier louis d'or. Il achève la construction du pont Neuf, continue la construction du canal de Briare commencé par Sully, et crée le premier office de recensement des chômeurs et invalides. Toutefois, le poids des conflits pèse lourd en fiscalité.

### Relation aux arts et aux sciences
Louis XIII est très tôt intéressé par les arts et les sciences. Le journal tenu avec précision par son médecin Jean Héroard témoigne du goût du roi, dès l'enfance, pour la peinture et le dessin. Dès le début de son règne, l'art du ballet est mis au service de sa gloire ; de fait, le roi danse bien des ballets de cour et va jusqu'à chorégraphier lui-même.
Quoique passionné par les arts, Louis XIII n'est pas perçu par les historiographes comme un roi mécène. La seule statue à son effigie (réalisée par Pierre II Biard pour la place Royale) fut fondue à la Révolution. Il a cependant protégé les peintres Georges de La Tour, Nicolas Poussin, Simon Vouet, Philippe de Champaigne, et promulgué plusieurs édits en faveur des troupes de théâtre.
Son règne est marqué par plusieurs évolutions notables dans les arts : le chantier de décoration du palais du Luxembourg voulu par Marie de Médicis, qui met à l'honneur le peintre Pierre Paul Rubens, le retour de Simon Vouet de Rome en 1627, qui ramène à Paris un nouveau style baroque voué à une grande postérité, et le retour temporaire de Nicolas Poussin à Paris entre 1640 et 1642, point de départ d'une tendance classique dans les arts, qui s'exprimera pleinement durant la régence d'Anne d'Autriche.
En 1626, conseillé par deux de ses principaux médecins Guy de La Brosse et Jean Héroard, Louis XIII signe, avec l'appui de Richelieu, des « lettres patentes » qui prévoient la création prochaine d'un « jardin médicinale ». En février 1633, et en donnant suite à cette initiative, le roi acquiert des héritiers du magistrat Daniel Voysin une grande propriété rue Saint-Victor, dans le faubourg homonyme (ainsi nommé d'après l'abbaye Saint-Victor). En 1633, il y inaugure le cabinet de curiosités, appelé « cabinet d'Histoire naturelle », pour abriter des collections scientifiques au Jardin royal des plantes médicinales ou « Jardin du roi », actuel Muséum national d'histoire naturelle,,.

### Roi guerrier agrandissant son royaume
Louis XIII est un roi-soldat comme son père, « le dernier grand roi de guerre à la manière médiévale, partageant la rude vie du soldat et des camps ». Depuis toujours, il est passionné par les chevaux et par les armes. Excellent cavalier, il se trouve fréquemment sur les champs de bataille, où il montre un grand courage. En temps de paix, la chasse est son passe-temps favori. Il ne craint pas de dormir sur la paille, quand ses chevauchées l'emmènent loin de la ville. Il écrit des articles militaires pour la Gazette de Théophraste Renaudot.

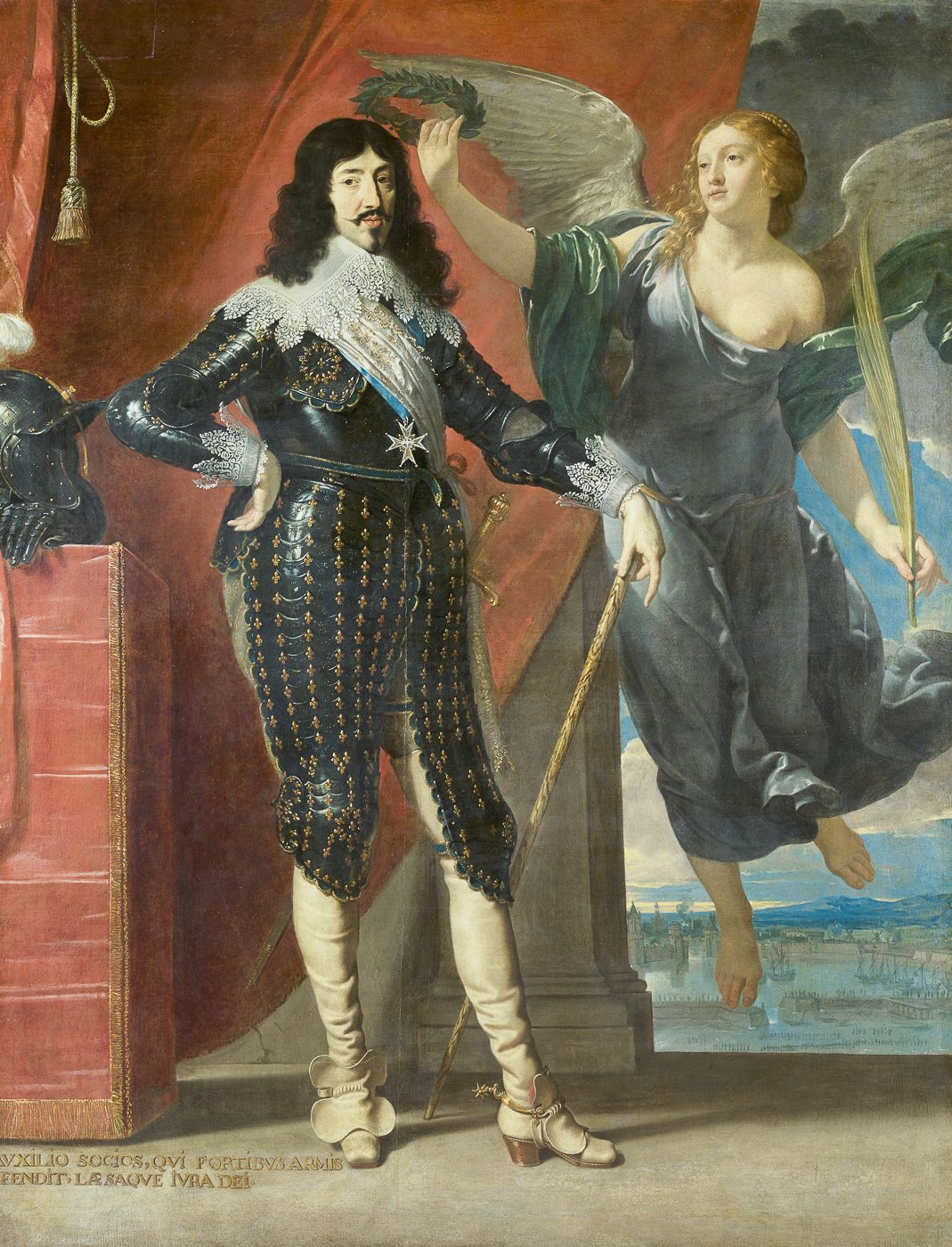
Louis XIII couronné par la Victoire, huile sur toile de Philippe de Champaigne, 1635, musée du Louvre.

Il affirme nettement l'unité du Royaume, contre les protestants, les grands et l'Espagne, en général par l'usage de la force. Le Béarn et la Navarre sont rattachés à la couronne tandis que les protestants cessent de former un « État dans l'État ». Perpignan, le Roussillon, et la Catalogne en révolte contre l'Espagne sont annexés à la France, de même que l'ensemble de la Savoie et du Piémont, ainsi que la ville de Casale Monferrat. Au nord, une grande partie du Hainaut est conquise avec la prise d'Arras. À l'est, la Lorraine est intégralement occupée par les troupes françaises. Enfin, le roi subventionne les expéditions de Champlain au Canada et favorise le développement de la Nouvelle-France. Louis XIII laisse faire Richelieu qui cherche à doter la monarchie française d'une marine de guerre. Cette jeune marine, qui compte une soixantaine de vaisseaux et un peu plus de vingt galères en 1642, intervient efficacement contre la flotte espagnole en Méditerranée et sur les côtes atlantiques.
Sur le plan économique, Louis XIII crée en 1640 le louis d'or, une nouvelle unité de compte complémentaire de la livre tournois, à la fois placement refuge et instrument de stabilisation financière, qui reste en vigueur jusqu'à la Révolution française.
Beaucoup d’historiens ont prétendu que Louis XIII a autorisé la traite des noirs dans un édit de mars 1642,. En réalité, cet édit-là était seulement une autorisation de la colonisation des Antilles. Les Français avaient commencé la traite des noirs au moins dès 1633, fournissant des esclaves à l’île de Saint-Christophe. Plusieurs autorisations royales ont suivi. Selon l’historien Christopher Miller, le vrai début français de la traite des noirs était en 1664, quand Colbert a établi la Compagnie des Indes occidentales, qui mettra en œuvre le commerce triangulaire.

### Vie privée
Le roi ne trouve pas le bonheur dans son mariage avec Anne d'Autriche. Avant de lui donner deux enfants, Louis XIII a entretenu avec son épouse une relation tendue. L'indifférence voire la méfiance que le roi éprouvait pour elle ont conduit les historiens à s'interroger sur sa sexualité. Selon certains d'entre eux, le roi aurait pu avoir des « tendances homosexuelles », mais il n'existe pas de preuve qu'il se soit engagé dans des relations charnelles avec des favoris masculins. Les deux plus célèbres sont le duc de Luynes, et le marquis de Cinq-Mars. Louis XIII est également lié à deux femmes : Louise de La Fayette et Marie de Hautefort.

#### Relations avec les femmes
La vie conjugale de Louis XIII est alternée de plusieurs phases. Anne d'Autriche, son épouse, est délaissée après la nuit de noces ; le jeune Louis XIII éprouve « de la honte et une haute crainte », selon les mots d'Héroard, à aller voir la reine, contrairement à beaucoup de ses prédécesseurs. Son jeune âge (14 ans) peut justifier ses appréhensions. Il faut attendre 1619 pour que le mariage soit vraiment consommé. Toutefois, la plupart des historiens et des romanciers qui soutiennent la thèse d'une non consommation du mariage de Louis XIII et Anne d'Autriche avant la naissance de Louis XIV oublient que la reine fit trois fausses couches, dont l'une consécutive à une chute accidentelle dans un escalier.
Sa santé fragile et sa religiosité peuvent expliquer pour partie cette distance vis-à-vis d'une épouse imposée par sa mère. Sa méfiance politique (justifiée) joue un rôle au moins aussi important. Autre raison, le souvenir de la mésentente politique et conjugale entre ses parents : outre sa position anti-espagnole, Marie de Médicis reprochait à Henri IV ses infidélités ouvertes (Louis avait été élevé avec ses demi-frères). Le roi est réputé austère. Son rejet des vanités entraîne chez lui une grande méfiance vis-à-vis des courtisans et de sa femme.
Toutefois, on connaît du roi deux liaisons féminines, toutes deux platoniques il est vrai : l'une avec Marie de Hautefort, future duchesse d'Halluin, l'autre avec Louise de La Fayette, avec laquelle il voulut se retirer à Versailles.

#### Relations avec ses favoris

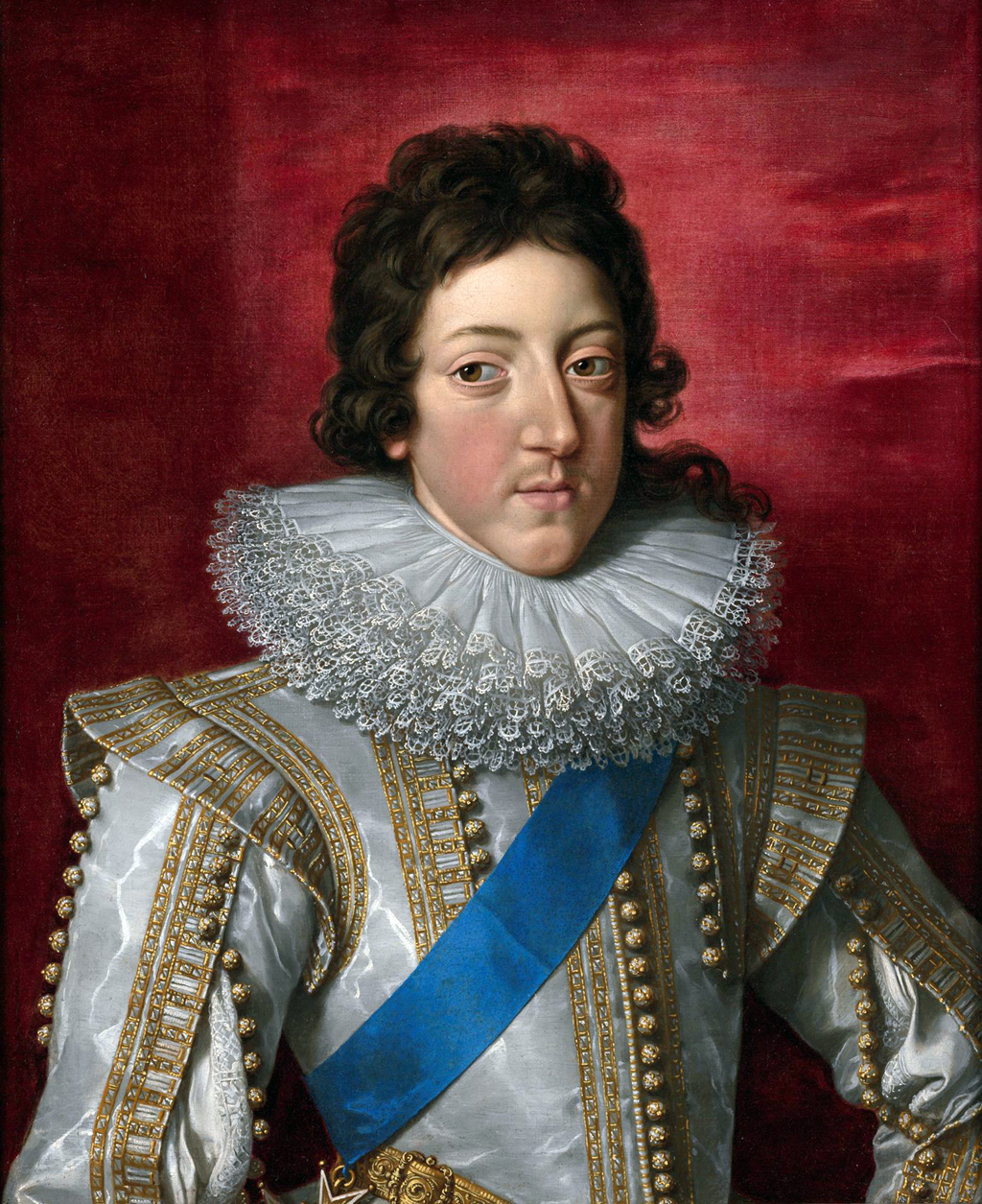
Portrait du jeune roi Louis XIII par Pourbus.

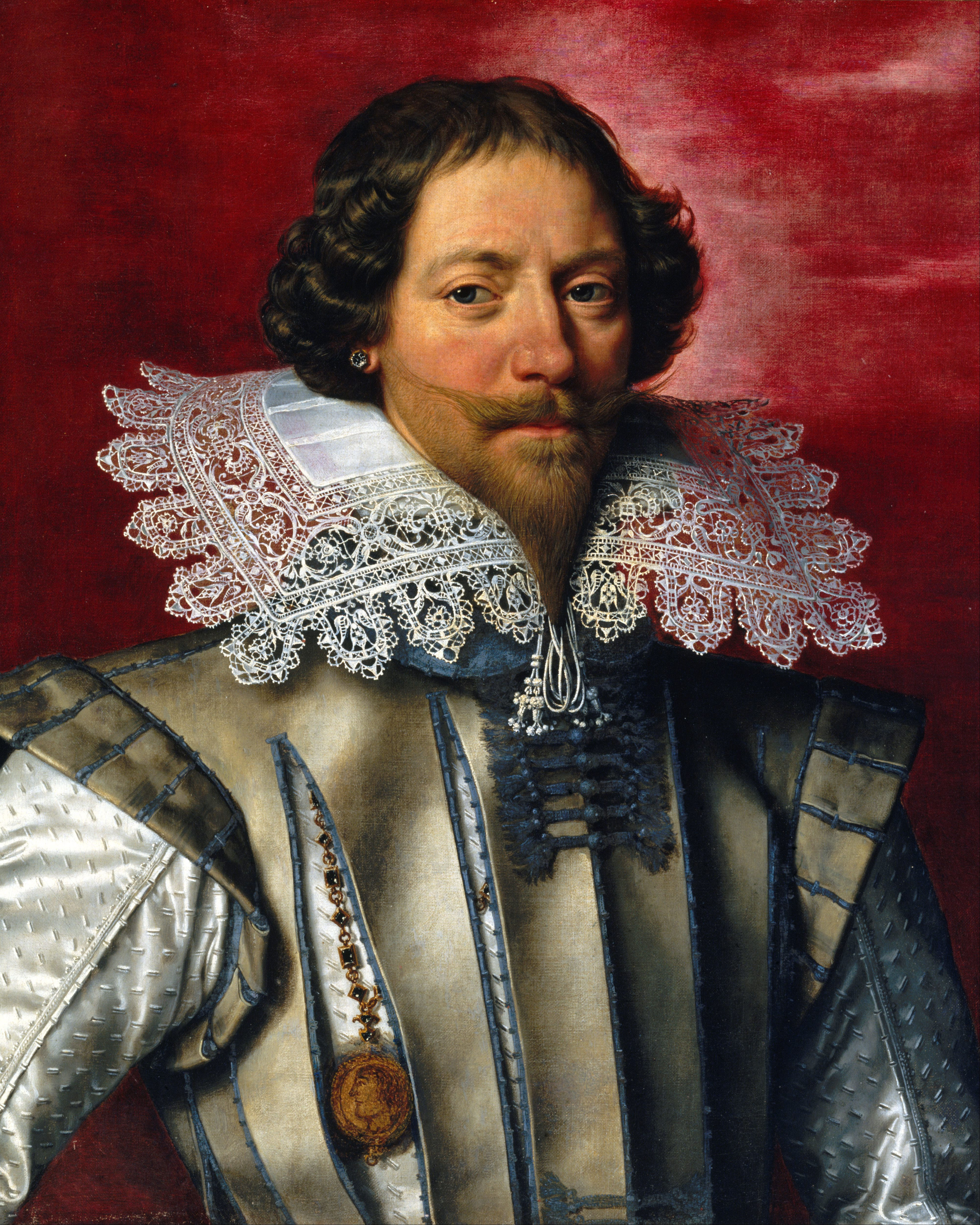
Portrait probable de Luynes par Pourbus.
C'est une faveur exceptionnelle, sinon inédite, pour un courtisan d'avoir été portraituré sur le modèle royal.

Durant son règne, Louis XIII entretient plusieurs favoris successifs qu'il comble de bienfaits (titres, charges et pensions). Les plus importants sont Luynes (1617-1621), Toiras (1624), Barradas (1625-1626), Saint-Simon (1626-1636) et Cinq-Mars (1639-1642).
Ces hommes partagent le goût du roi pour la chasse ; le roi se lie d'amitié avec eux alors qu'ils ne sont au départ que de simples pages servant dans ses écuries (Barradas, Saint-Simon), ou remplissant un office important dans sa vénerie (Luynes, Toiras). Leur élévation à la cour est rapide, mais ne dure généralement qu'un temps. Après les avoir couverts de bénéfices, le roi finit par se lasser d'eux. Les plus jeunes, comme Barradas et Cinq-Mars, se montrant particulièrement exigeants et irrévérencieux, manipulent le roi, profitent de son aveuglement pour le faire chanter. Cinq-Mars est ainsi décapité en 1642 après avoir comploté contre le cardinal de Richelieu.
L'attachement du roi pour ses favoris a poussé les historiens à s’interroger sur la nature exacte de ces relations. Pierre Chevallier, qui a par ailleurs douté de l'homosexualité d'Henri III, a mis en avant les tendances homosexuelles de Louis XIII ; il évoque le témoignage en octobre 1624, du Vénitien Morosini, qui définit le rôle du maréchal de Toiras : « Non pour les affaires de l’État mais pour la chasse et les inclinations particulières du roi ». Parmi les autres sources, il cite le journal de Jean Héroard, le médecin du roi, dans lequel il relève les inclinations du jeune roi pour les domestiques qui travaillent à son service : il y a Saint-Amour son cocher, Haran son valet de chiens, ou encore Descluseaux, un soldat sous les ordres duquel le jeune roi joue les sentinelles durant la nuit et monte la garde de sa propre chambre, avant d'être fait prisonnier et conduit par lui dans son lit.
De son côté, le sexologue et psychiatre américain Fritz Klein, spécialiste de l'étude de la bisexualité et militant bisexuel, voit le roi Louis XIII comme bisexuel. En revanche, l'historien Jean-Christian Petitfils observe à propos du souverain que « sa psychologie, sa sexualité, son besoin d'affection […], son attrait pour des écuyers ou des fauconniers plus âgés, ont intéressé quelques psychanalystes, mais les résultats restent décevants, voire problématiques. Faut-il parler d'homosexualité, de déséquilibre psychique, entés sur une enfance malheureuse ? Il n'est pas facile de débusquer Louis le Juste derrière sa timidité et la complexité de son caractère ». En tout état de cause, il n'existe aucun témoignage qui va dans le sens d'une consommation charnelle. La seule source qui existe à cet égard est l'écrivain Tallemant des Réaux qui raconte deux anecdotes dans ses Historiettes. Mais il est impossible de savoir si ce sont des inventions calomnieuses car Tallemant ne cache pas d'utiliser des témoignages de troisième main, en sus d'être un chroniqueur assez hostile à Richelieu. Pour expliquer la non-consommation charnelle, les historiens font valoir les convictions catholiques du monarque, son horreur du péché. À ce sujet, Pierre Chevallier écrit : « Il est possible qu'entre les partisans de la chasteté absolue du roi et ceux qui accordent créance aux anecdotes rapportées par Tallemant, puisse se faire une interprétation plus nuancée et une conclusion intermédiaire ».

### Compositeur et joueur de luth
En 1635, Louis XIII aurait créé la musique, le livret et les costumes du Ballet de la Merlaison ou Ballet de la chasse au merle, dansé par le roi lui-même la même année à Chantilly et à Royaumont (le 17 mars),. Louis XIII jouait également du luth dès l'âge de trois ans. Surnommé le « roi des instruments », il l’impose à sa Cour et lui consacre des cycles de « concerts » privés devant une assemblée choisie d’amateurs et de praticiens comme lui.

## Généalogie

### Descendance
- Louis Dieudonné (1638-1715), roi de France et de Navarre (1643-1715), épouse 1° en 1660 sa cousine Marie-Thérèse d'Autriche, infante d'Espagne (1638-1683), d'où six enfants, puis 2° secrètement Françoise d'Aubigné, veuve Scarron, marquise de Maintenon (1635-1719).
- Philippe de France (1640-1701) duc d'Anjou, puis duc d'Orléans, Monsieur, épouse en 1661 sa cousine Henriette d'Angleterre (1644-1670), d'où six enfants, puis en 1671 Élisabeth-Charlotte de Bavière (1652-1722), d'où trois enfants.

## Postérité culturelle

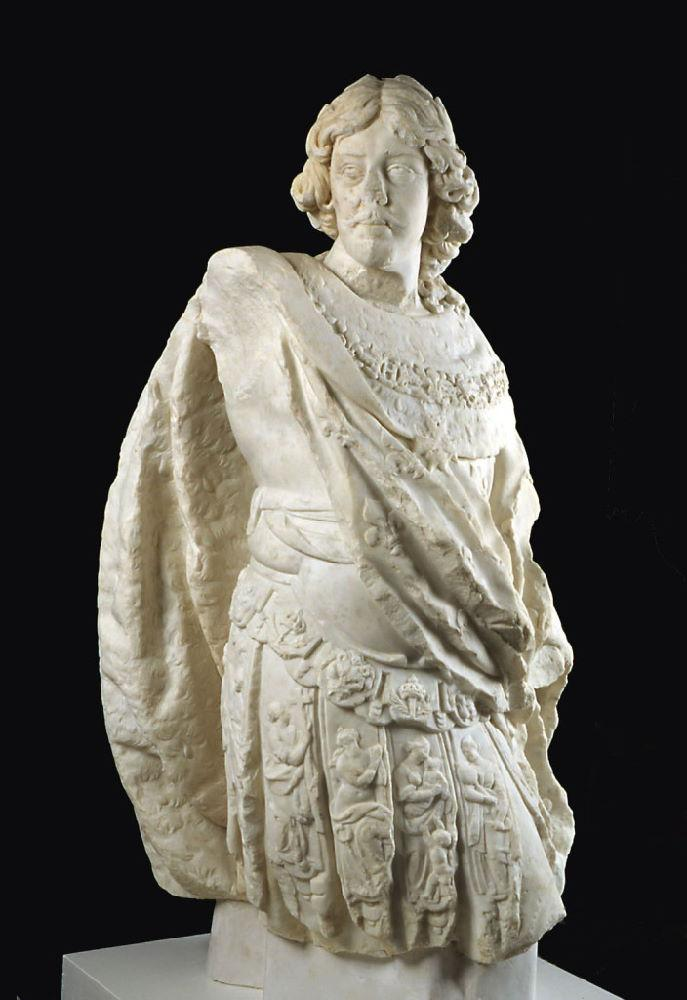
Guillaume Bertelot, Statue de Louis XIII, 1635, musée de Poitiers.

Article détaillé : Louis XIII dans l'art et la culture
Louis XIII a fait l'objet de très nombreuses représentations artistiques et culturelles.

La Mini série Une amitié dangereuse en 4 épisodes d'Alain Tasma, sortie en 2024 qui se veut être un récit historique, interroge sa vie conjugale et sexuelle, et donc la difficulté d'avoir un héritier dans les premières années de règne de Louis XIII.

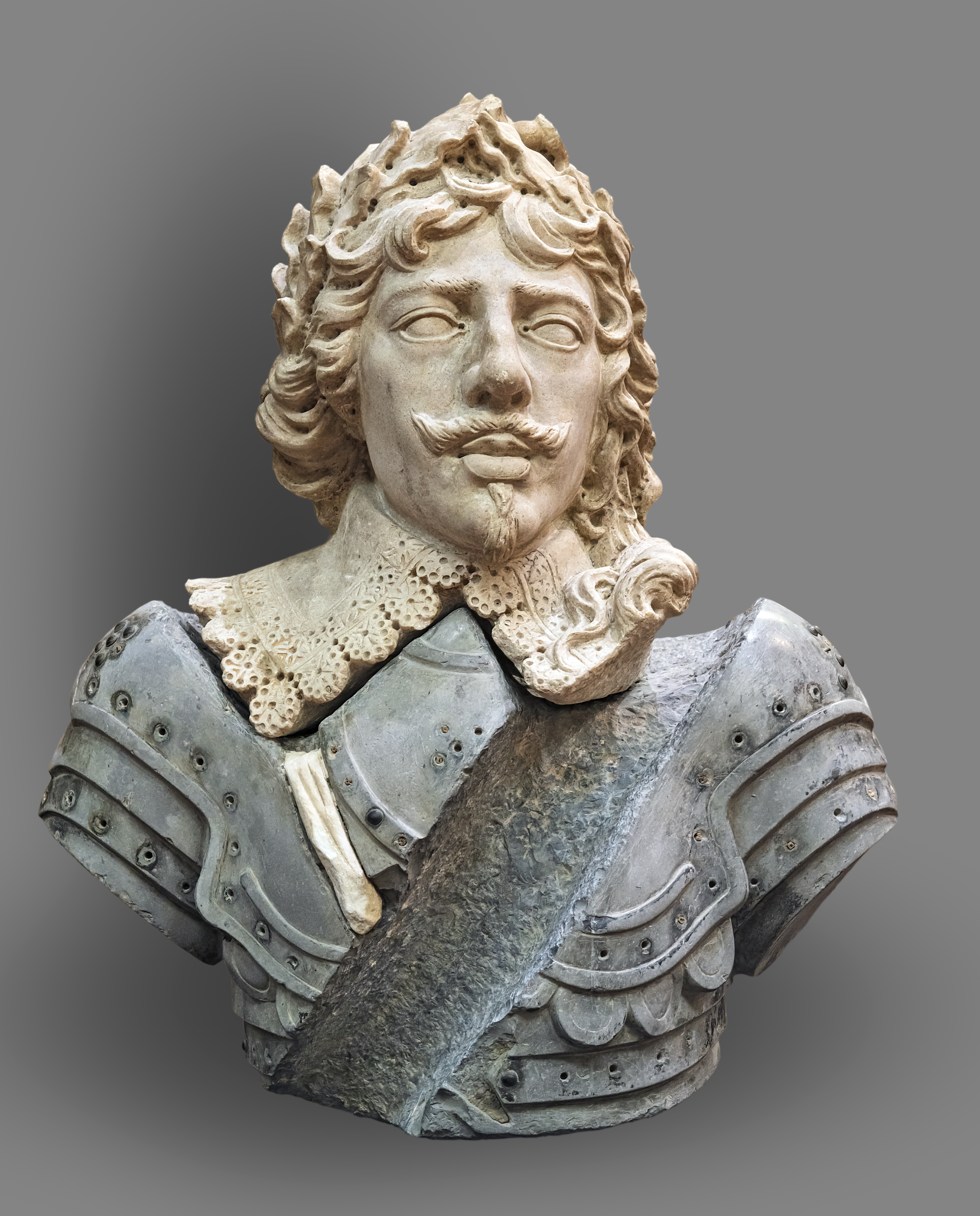
- Artus Legoust, Louis XIII, 1620, musée des Augustins.